# Калининградская область

Калининградская область (тёмно-зелёный)
Россия (светло-зелёный)
Европа и другие страны (тёмно-серый)

Калинингра́дская о́бласть (до 4 июля 1946 — Кёнигсбергская область) — субъект Российской Федерации, самый западный регион страны. Территория области охватывает примерно северную треть территории бывшей исторической Восточной Пруссии (т. е. бывшую территорию провинции, исключая Литовскую Мемельляндию и польские области Вармии, Мазурии и Оберляндии). Самая маленькая область России.
Расположена в Центральной Европе. На юге граничит с Польшей, на севере и востоке — с Литвой (см. границу Калининградской области). На западе омывается Балтийским морем и его заливами — Куршским и Калининградским (Вислинским). Площадь — 15,125 тыс. км² (13,3 тыс. км² за вычетом площади заливов).
Является полуэксклавом России, так как не имеет с её основной территорией общей сухопутной границы и не граничит с иными субъектами Российской Федерации, но соединена с ней морем. Входит в состав Северо-Западного федерального округа и образует Калининградский экономический район.
В пределах области находится крайняя западная точка России (погранзастава Нормельн).
Население — 1 032 904 чел. (2025). Административный центр — Калининград.

## Физико-географическая характеристика

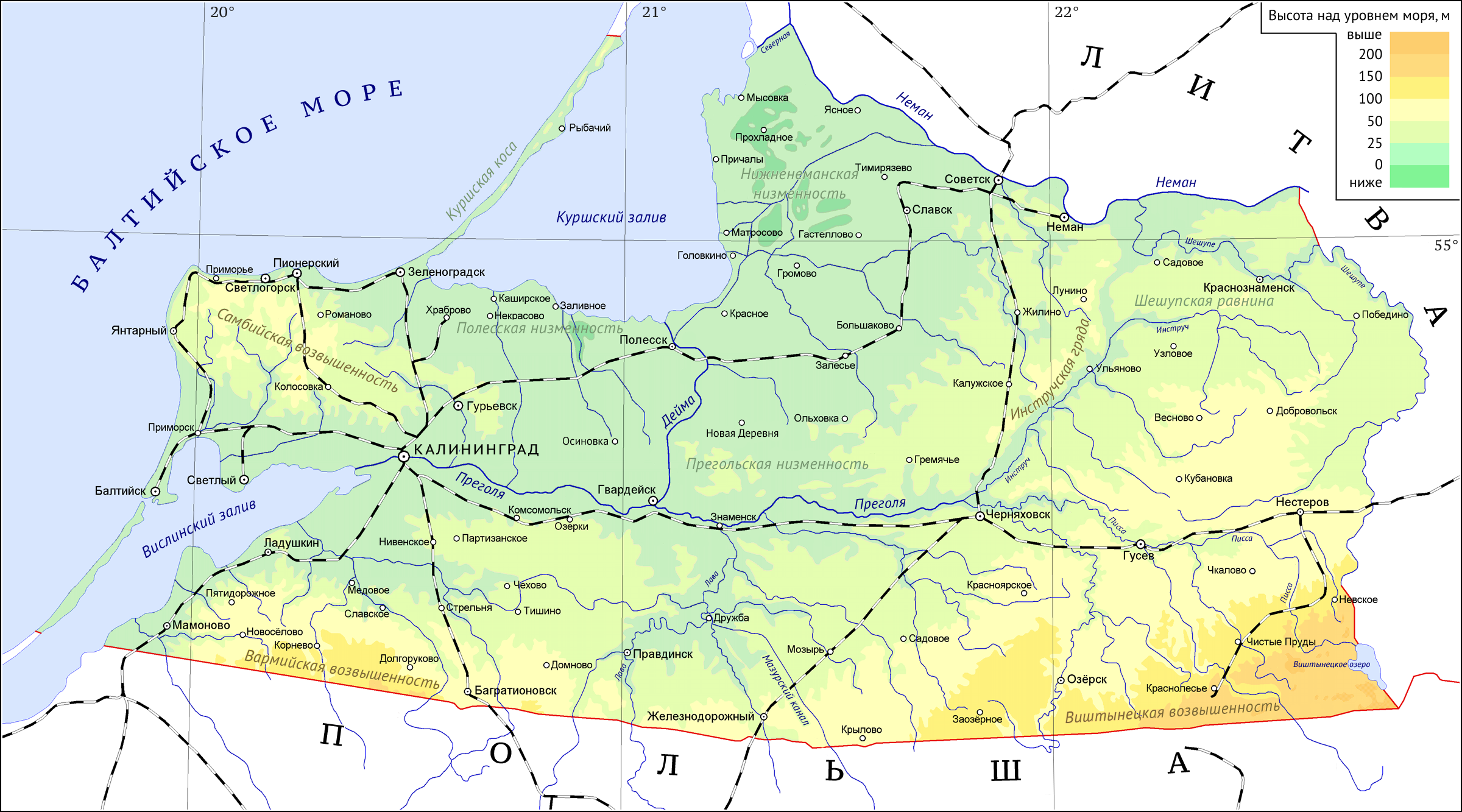
Карта Калининградской области

### Географическое положение
Калининградская область — самый западный регион России. Отделён от остальной России территорией других государств, но соединён морем и является, таким образом, полуэксклавом.
Максимальная протяжённость области с запада на восток — 205 км, с севера на юг — 108 км.
Протяжённость границ области, являющихся одновременно и государственной границей Российской Федерации, составляет 540 км. Из них 410 км приходится на сухопутные — примерно поровну на границу с Польшей и Литвой и 140-километровая морская граница по побережью Балтийского моря.

### Часовой пояс
Смещение относительно UTC составляет +2:00. Калининградское время отличается от московского времени на −1 час, время в течение года не меняется (летнее время не вводится), как и во всей России, поэтому здесь с апреля до октября то же самое время, что и в Центральной Европе, где из-за летнего перехода время на час больше.

### Рельеф

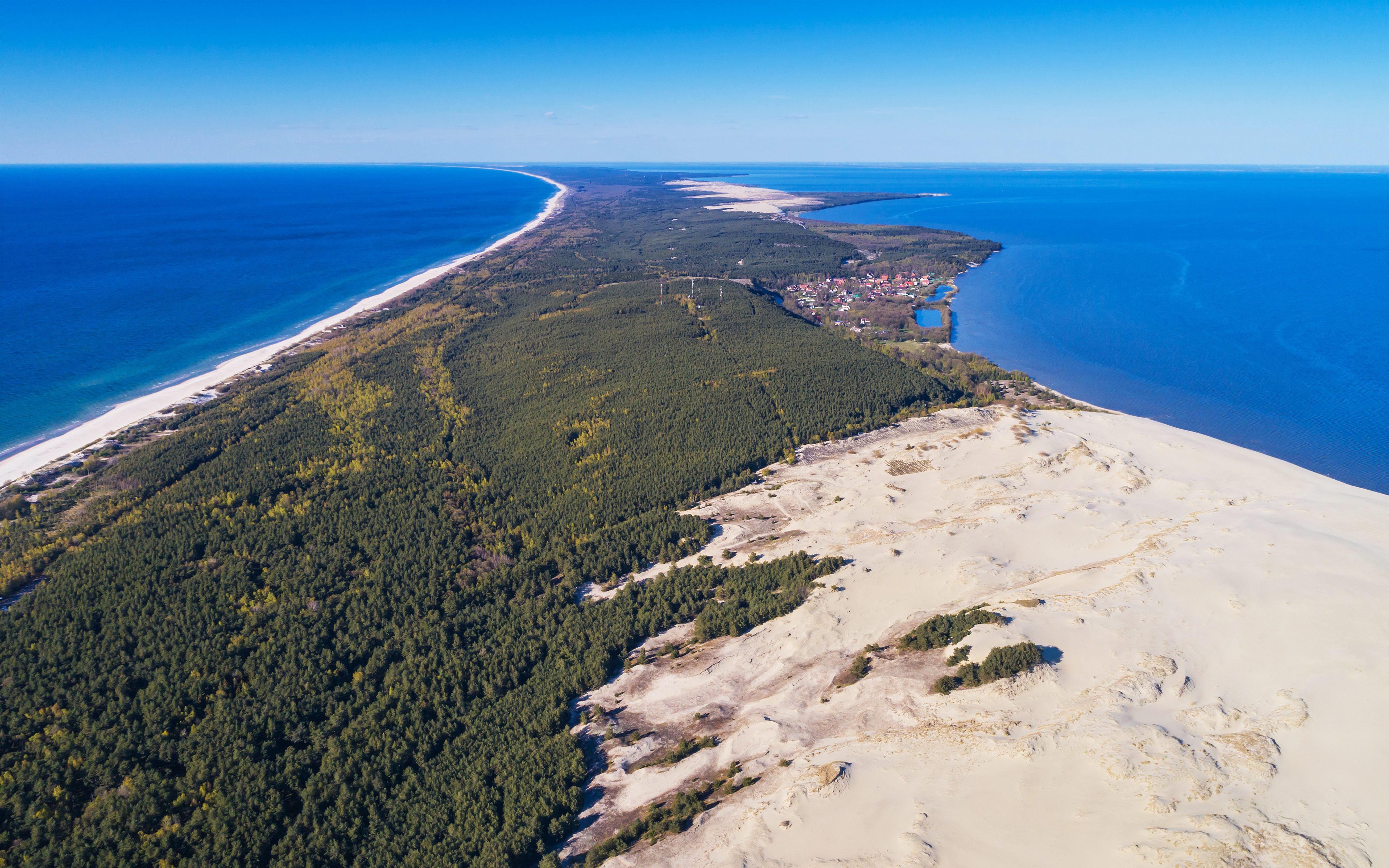
Вид на Куршскую косу в районе дюны Эфа

Рельеф области — всхолмлённая равнина, отдельные участки которой находятся ниже уровня моря (это Нижненеманская низменность и низменность в низовьях рек Неман и Дейма). На востоке области, в Нестеровском районе, рельеф более неровный, здесь расположена Виштынецкая возвышенность с высотами до 230 метров над уровнем моря. Также возвышенности имеются в Багратионовском районе (Вармийская или Варминская возвышенность). Вдоль правого берега реки Инструч тянется Инстручская гряда.
Самые низменные территории области расположены на севере, в Славском районе. Это так называемые польдеры — земли постоянно находящиеся под угрозой затопления и огороженные дамбами. Площадь калининградских польдеров около тысячи квадратных километров, что составляет более половины всех польдеров бывшего СССР.
Средняя абсолютная высота поверхности суши Калининградской области над уровнем Мирового океана составляет 15 метров. Избыточное увлажнение при плоском низменном рельефе требует больших мелиоративных работ. Поэтому почти вся территория области покрыта осушительными мелиоративными каналами.

### Ландшафтные районы
Самбийское моренное плато
Этот ландшафтный район представляет собой моренное плато и располагается в пределах Калининградского (Самбийского) полуострова. Рельеф холмистый. Максимальные отметки — 110 м. Влияние моря выражается здесь в более низких температурах весной и летом и более высоких осенью и зимой — по сравнению с восточными районами области. Средняя температура января −2,3 °C, июля + 16,6 °C. Сумма положительных температур выше + 10 °C. Безморозный период 180—190 дней, самый длительный в области. Сумма среднегодовых осадков — 706 мм. Наиболее ярко климатическое отличие этого района проявляется в ветровом режиме. Этот район бризовой циркуляции, и здесь наибольшее число дней с ветрами более 15 м/с. Долины небольших рек, впадающих в Куршский залив и Преголю, прорезают территорию в меридиональном направлении. Почвы в основном дерново-слабоподзолистые на бескарбонатной морене, под широколиственными лесами — бурые лесные. Леса встречаются небольшими ареалами и занимают холмисто-грядовые формы рельефа.
Инстручская холмисто-моренная гряда

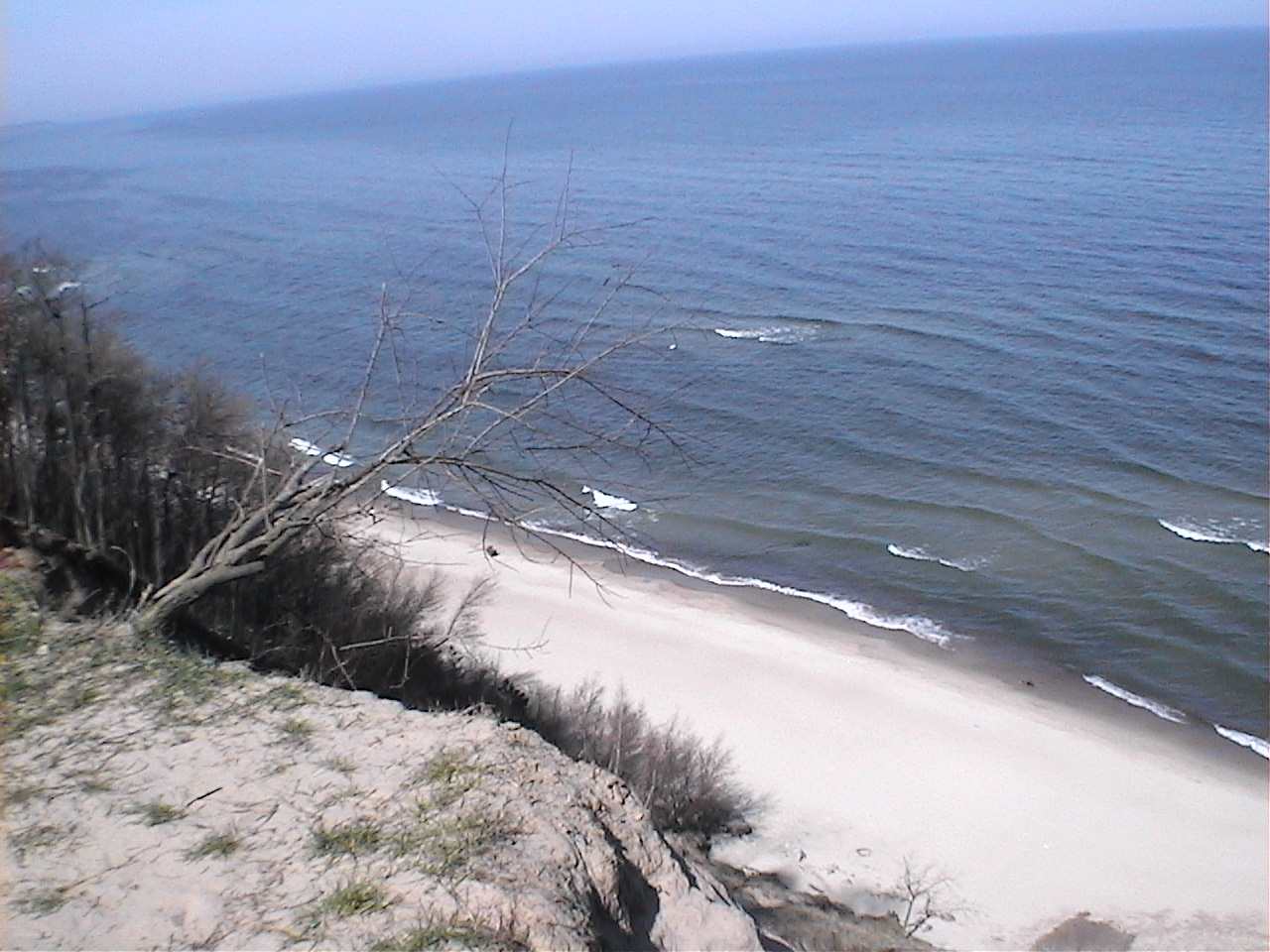
Берег Самбийского полуострова близ Светлогорска

Для этой территории характерно чередование плоских низменных участков с холмами, разбросом абсолютных высот от семидесяти метров на холмистой территории до двадцати в пониженных участках.
Почвы на морене дерново-подзолистые. Превалирует луговая растительность, перемежающаяся смешанными и широколиственными лесами. Климат более континентальный, чем в западных районах области.
Вармийская холмисто-моренная возвышенность
Располагается на юго-западе области. Холмистая моренная возвышенность занимает северный макросклон Гуровских высот, основная часть которых расположена в Польше. На территорию Калининградской области заходит только северная часть этой возвышенности. Рельеф района можно охарактеризовать как систему холмов и гряд разнообразного очертания. Абсолютные высоты достигают здесь 70—80 м, а относительные превышения — 50 м. Высшая точка возвышенности достигает 101 метра.
Виштынецкая холмисто-моренная возвышенность
Возвышенность находится на юго-востоке области, у границы с Литвой и Польшей, на северном склоне Балтийской моренной гряды. Расчленена долинами притоков Анграпы и Писсы. Это самый высокий участок территории Калининградской области с высотами до 200 метров и горой Безымянной (230 м). Холмы у оснований соединяются и образуют моренные гряды. Низменные участки заняты озёрами — (крупнейшее — Виштынецкое). Климат наиболее континентальный в области с бо́льшим количеством осадков. Почвы дерновые и слабоподзолистые на песчаной морене и ледниковых отложениях. Растительность луговая, болотная, перемежаемая еловыми и смешанными лесами. Живописность ландшафта и удалённость от больших городов делает эту территорию привлекательным туристическим объектом.
Прегольская озёрно-ледниковая равнина
Пологие пространства Прегольской низменности сформировались на месте большого озёрно-ледникового водоёма и древней ложбины стока талых приледниковых вод.
Высота над уровнем моря от 13 до 25—30 метров, что способствует образованию на ней довольно крупных заболоченных массивов.
Шешупская озёрно-ледниковая равнина
На Шешупской озёрно-ледниковой равнине возвышаются отдельные холмы и берут начало притоки реки Инструча.
Полесская моренная равнина
Неманская дельтовая низменность
Куршская коса

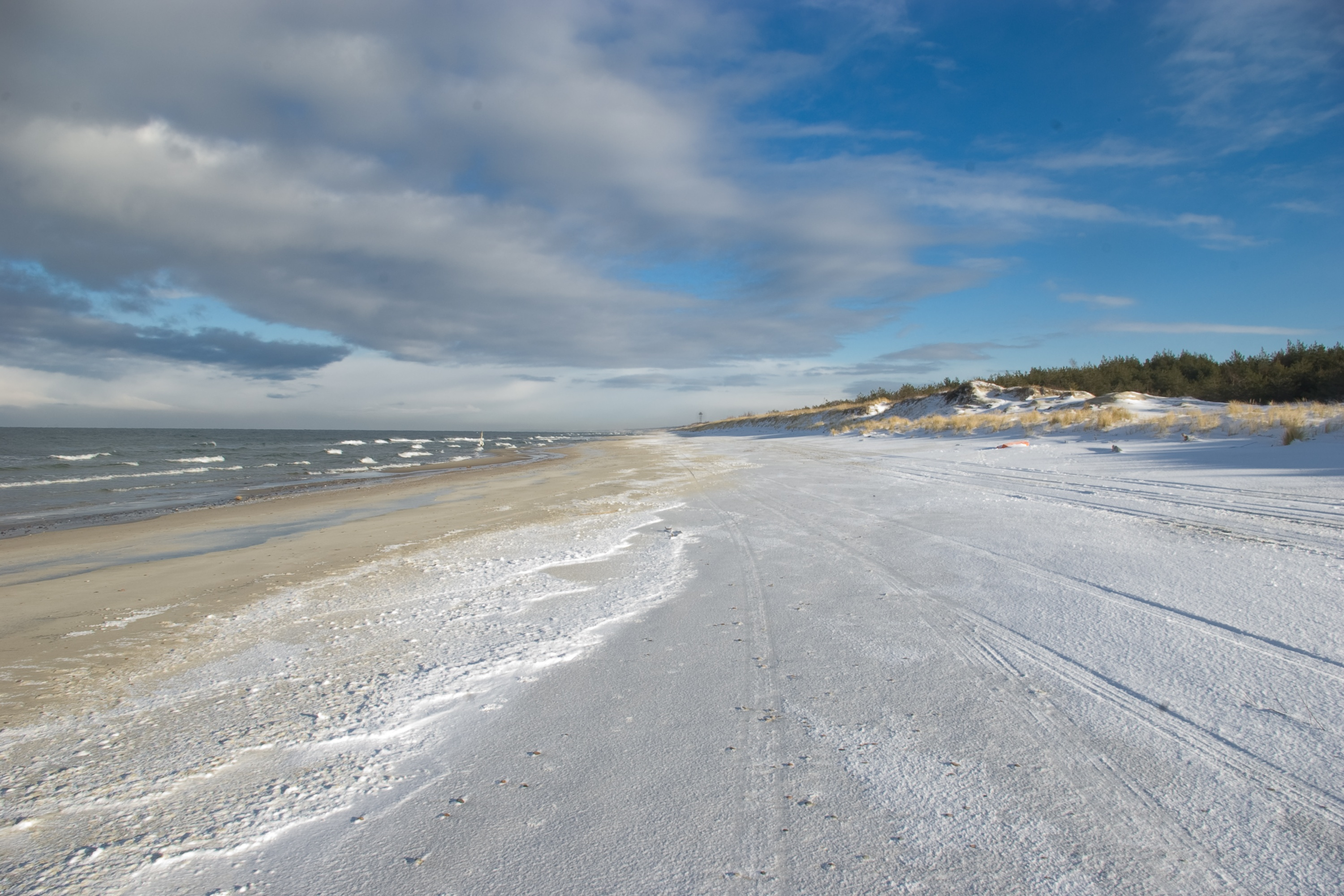
Морское побережье Балтийской косы зимой

Песчаные дюны Куршской косы имеют небольшую абсолютную высоту — до 30—40 метров, самая высокая дюна находится у посёлка Морское — 68 метров. Для обеспечения охраны природы косы образован Государственный природный национальный парк «Куршская коса». Дюны Балтийской косы немного ниже дюн Куршской косы, их высота обычно не превышает 40 метров.
Куршская коса имеет протяжённость 98 км, при этом Калининградской области принадлежит 48 км, остальное литовская часть. Ширина косы от 400 метров до 4 км.
Балтийская (Вислинская) коса
Длина косы 65 км, из них 35 км относится к Калининградской области, остальная часть принадлежит Польше. Ширина косы — от 300 до 1800 метров.

### Полезные ископаемые
Калининградскую область называют Янтарным краем, поскольку на её территории расположено более 90 % разведанных мировых запасов этого минерала. На Побережье Балтийского моря, близ посёлка Янтарного расположено крупнейшее в мире месторождение янтаря — Пальмникенское, площадь залежей составляет более 300 км кв. Янтарь содержится в песчано-глинистых отложениях с примесью ярко-зелёного минерала — глауконита, придающего породе специфический оттенок, отчего янтароносные пласты называют «голубой землёй». Площадь распространения янтароносной породы охватывает значительную часть Калининградского полуострова и прилегающие участки морского шельфа, а также западную часть побережья Калининградского залива. С удалением от побережья глубина залегания породы возрастает, а мощность пласта уменьшается. Вместе с янтарём встречаются куски фосфорита . Средняя годовая добыча янтаря достигает нескольких сотен тонн, однако лишь небольшая её часть используется в ювелирном производстве самой Калининградской области. Власти области, а также инвесторы регулярно предпринимают меры по борьбе с незаконной добычей янтаря. В 2017 году Президент России Владимир Путин подписал указ об увеличении штрафов за нелегальную добычу и продажу минерала. Янтарь является одним из символов города и Калининградской области, поэтому его упоминание можно встретить во многих названиях предприятий, организаций, культурных событий, продукции калининградских производителей.
Область располагает несколькими малыми нефтяными месторождениями на суше и на шельфе, в том числе действующим в режиме падающей добычи Красноборским (полные запасы до 11 млн тонн, промышленная добыча началась в 1975 году), крупнейшим на Балтике месторождением «Кравцовское» (Д6), расположенным на шельфе Балтийского моря с геологическими запасами около 21,5 млн тонн и извлекаемыми около 9,1 млн тонн, и шельфовое месторождение D33 (Д-33).
На территории Калининградской области имеются значительные запасы высококачественной каменной соли (несколько десятков миллиардов тонн), торфа (общие запасы около 3 млрд тонн. Крупнейшие месторождения — Агильское, Нестеровское, Тарасовское), бурого угля (крупнейшие месторождения — Грачёвское (до 50 млн тонн) и Мамоновское). Торф используется преимущественно для нужд сельского хозяйства в качестве органического удобрения.
Область обеспечивает себя такими строительными материалами как песок, глина, гравийно-песчаные смеси, у побережья области выявлены тяжёлые пески, содержащие титан, цирконий и железо-марганцевые конкреции. Расположенные на больших глубинах минеральные воды с высокой степенью минерализации широко используются в пищевой промышленности и здравоохранении региона. На курортах области используются местные лечебные грязи.

### Климат

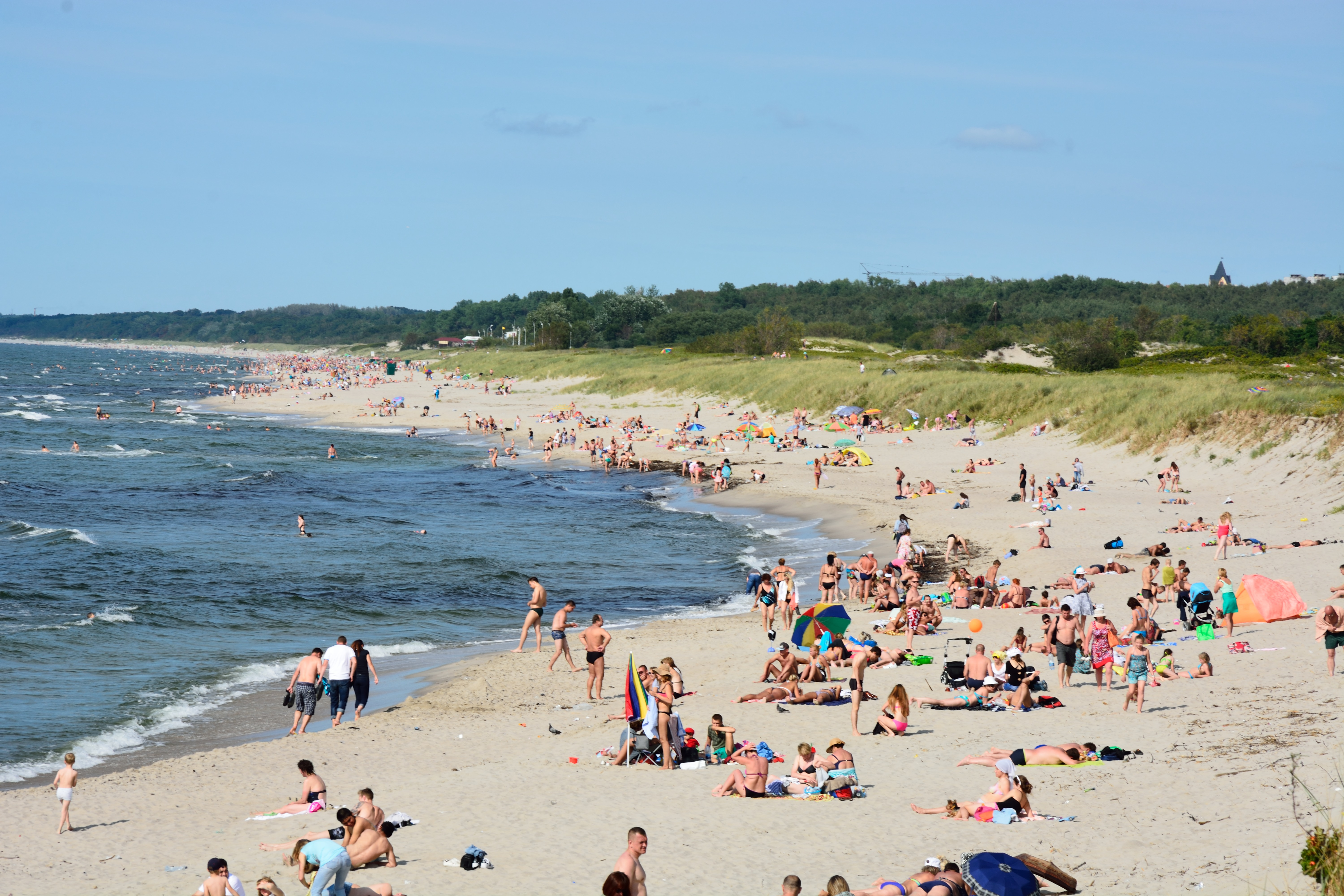
Пляж в Балтийске

Формирование климата Калининградской области определяется влиянием воздушных масс, образующихся над Атлантикой и континентом Евразия. Важным также является положение области на юго-восточном побережье Балтийского моря.
Согласно климатическому районированию Б. П. Алисова, Калининградская область относится к западно-европейскому району атлантико-континентальной области.
Климат области носит черты переходящего от морского к умеренно континентальному благодаря приморскому положению.
Влияние Балтийского моря приводит к тому, что среднегодовые температуры увеличиваются с 7,5 °C на северо-востоке области до 8 °C на юго-западе. Максимальная разница среднемесячных температур наблюдается в январе-феврале (до двух градусов). Обычно самый холодный месяц — январь, но в феврале температура воздуха отличается от январской лишь на полградуса. Самый тёплый месяц — август (июль холоднее на полградуса). Максимальная температура воздуха летом составляет 22—26 °C, минимальная температура зимой — от −3 до −15 °C. Абсолютный минимум составлял в городах Советске и Нестерове −35 °C, абсолютный максимум (в Калининграде) — +37 °C.
Дождь идёт в среднем 185 дней в году, снег — 55 дней, 60 дней бывает пасмурно, 68 дней — солнечно.
Жара и морозы в области непродолжительны, снежный покров отсутствует либо долго не держится.
Средняя температура воздуха в области около +8 °C. Самый холодный месяц — январь, средняя температура +0,5… −4 °C, самый тёплый месяц — август, его средняя температура +22...+23 °C.
Годовое количество осадков колеблется по территории области от 600 до 740 мм. В летний период года осадков выпадает больше, чем зимой; осенью больше, чем весной. Максимальное количество осадков выпадает в июле и августе (до 100 мм), минимальное — в конце зимы и в апреле-мае (35—55 мм). Весной и в первой половине лета часто случаются длительные периоды без осадков.
В осенний период часто над областью проходят западные штормовые ветры. Число дней с сильным ветром на побережье доходит до 35. Грозы в области могут случаться в течение всего года, хотя зимой они бывают в среднем раз в 10 лет.

### Гидрография
Область омывается водами Балтийского моря. На севере области расположен уникальный гидрографический объект — Куршская коса.
Реки

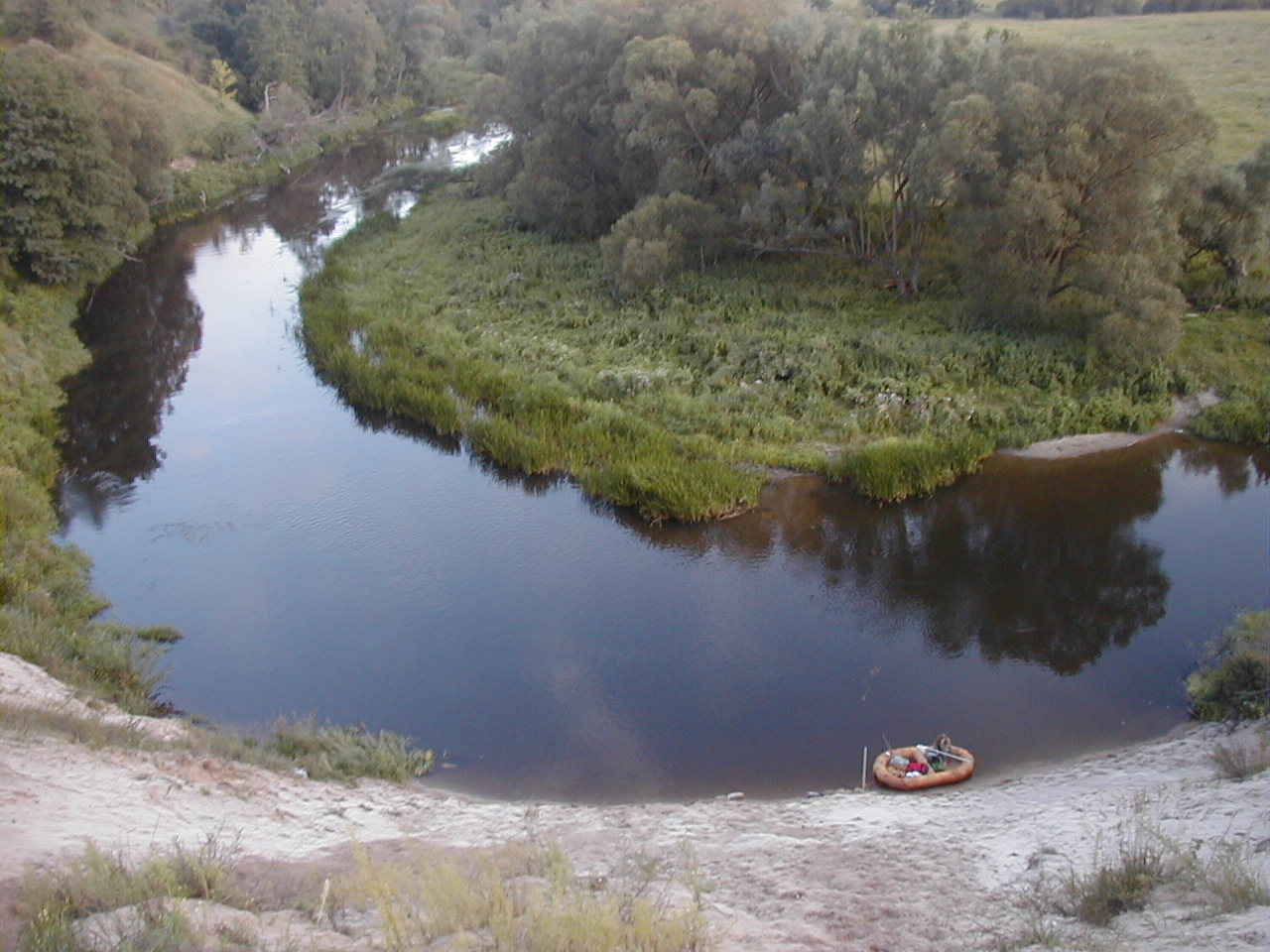
Анграпа у с. Маяковское

Область богата реками. Хорошо развитая речная сеть отличается большой густотой, превышающей среднеевропейскую в 10 раз. Густота речной сети составляет около 1 км на 1 км2. площади, возрастая в низовьях реки Неман и реки Преголя до 1,5 км на 1 км2. Всего по территории области протекает 148 рек длиной более десяти километров, однако больше всего в области совсем коротких рек и ручьёв (длиной менее 10 км). На них приходится 70 % общей протяжённости длины калининградских рек. 339 рек, насчитывающихся в Калининградской области, имеют общую протяжённость 5,2 тыс. км, общее количество водотоков (включая ручьи) вместе с мелиоративными каналами достигает 4,6 тыс., а их общая длина превышает 12,7 тыс. км..
Облик и режим практически всех рек изменены человеком: многие спрямлены и служат водоприёмниками осушительных систем, некоторые соединены каналами. На ряде рек существуют плотины разрушенных к нашему времени электростанций.
Крупнейшие реки области — Неман и Преголя, к бассейну этих двух рек относится бо́льшая часть территории области. Основные притоки Немана на территории области — Шешупе и Тыльжа, Преголи — Писса, Анграпа, Инструч, Лава.
Не относящиеся к бассейнам Немана и Преголи реки впадают либо в Куршский (Ржевка с притоками Злая, Старая Оса, Швента и др.), либо в Калининградский залив (Прохладная с притоками Корневка, Майская, Нельма и др.). Лишь небольшое количество малых рек впадает непосредственно в Балтийское море.
Реки области имеют смешанное питание (40 % — снеговое, 35 % — дождевое и 25 % объёма годового стока приходится на грунтовое). Для них характерно весеннее половодья. Даже самые малые реки никогда не пересыхают. Ледовый режим рек неустойчив, в мягкие зимы толщина льда составляет 10—15 см, в средние по температурному режиму — 30—40 см, а в суровые — до 65—70 см. В аномально мягкие зимы устойчивый ледостав на реках области не образуется вовсе.
Среднегодовые ресурсы поверхностных водных объектов Калининградской области стабильны и оцениваются в 22,7 км3, из них формирующиеся на собственной территории области — 2,7 км3; поступающие с сопредельных территорий Литвы или Польши — 20,0 км3. Речной сток водотоков области в 2016 году — 15,1 км3, на 33,5 % меньше среднего (в 2015 году — 17,7 км3).
Реки области обладают некоторым энергетическим потенциалом, реализующимся на начало 2000-х годов в размере около 11 млн кВт·ч в год.
Озёра
В Калининградской области насчитывается 38 озёр площадью более 0,1 км²(?) (вместе с водохранилищами и прудами). Самое большое из них — Виштынецкое озеро. Оно расположено на востоке области на границе с Литвой. Площадь этого озера — 16,6 км². С 1975 года оно имеет статус памятника природы.
Остальные озёра области невелики. Среди озёр области довольно много озёр-стариц. Таковы, например, относительно крупные озёра Воронье и Пустое (старицы реки Преголи). В Славском районе есть несколько небольших озёр-стариц Немана. На юго-востоке области много озёр, образовавшихся в ходе таяния ледника, например, пограничное Красное озеро. К этому семейству озёр относится и Виштынецкое озеро.
Также в области часто встречаются рукотворные озёра-пруды. Примерами таких озёр являются пруды Великий, Дивный и Школьный, расположенные в Зеленоградском районе. Популярным местом отдыха калининградцев является расположенный на восточной окраине города пруд Чистый (в разговорном языке гораздо чаще называемый Исаковским озером).
Река Лава в двух местах перегорожена дамбами гидроэлектростанций, здесь образовались водохранилища.
Другую группу рукотворных озёр Калининградской области составляют пруды— бывшие карьеры. За юго-западной окраиной Калининграда лежит группа таких прудов, известных под общим названием Голубые озёра. Восточнее Калининграда у посёлка Пушкарёво расположены обводнённые карьеры, образовавшиеся после добычи песка. Эти пруды являются зоной отдыха горожан. Рядом с посёлком Янтарным расположено крупное Синявинское озеро, бывшее раньше янтарным карьером.
Выделяются семь озёрных районов: Шешупе-Неманский, Самбийский (Земландский), Куршский, Инстручский, Прегольский, Вармийский и Виштынецкий.
Самыми большими внутренними водоёмами области являются заливы Балтийского моря — Куршский и Калининградский (Вислинский). Фактически они являются лагунами — лиманами, отгороженными от моря песчаными косами, Куршской и Балтийской (Вислинской) соответственно. Вода в заливах пресная.

### Растительность
Леса в области преимущественно вторичные — как естественно возобновившиеся, так и в значительной мере искусственно созданные: посаженные в XVIII—XIX веках после того, как широколиственные леса были вырублены. Леса чётко делятся на кварталы.
Территория Калининградской области относится к зоне смешанных хвойно-широколиственных лесов. Лесистость области достигает 18,5 %. Наиболее облесена восточная часть области (Краснознаменский, Нестеровский, Черняховский районы).
В Нестеровском районе на приграничной с Польшей территории находится Красный лес, являющийся частью Роминтенской пущи.
Лесозаготовка в области практически не ведётся — леса имеют в основном природоохранное и рекреационное значение.
Также лесом покрыта значительная часть территории Куршской и Балтийской кос. Посадка лесов имеет там большое значение для сдерживания миграции песков.
Основные породы — ель, сосна, дуб, клён, берёза. В восточных районах области самая распространённая порода — ель (25 % площади леса). Широко распространена сосна (17 % общей площади) особенно в Краснознаменском, Нестеровском, Зеленоградском районах, на Куршской и Балтийской косах. Дубравы образуют небольшие массивы в области. Небольшими массивами в Полесском, Зеленоградском, Правдинском, Гвардейском районах растут ясеневые леса и липняки, встречаются участки букового леса в Зеленоградском и Правдинском районах. До четверти от общей площади лесных массивов в Багратионовском и Правдинском районах составляют березняки, кисличники и травянистые растения. Низины с длительным избыточным увлажнением заняты сероольховниками и чёрноольшанниками. Они широко распространены в Славском, Полесском, Гвардейском и Зеленоградском районах.
В растительном покрове области насчитывается более 1250 видов высших растений, из них около 1000 внедрены в культуру озеленения. Это древесные, кустарниковые и травянистые растения, завезённые с других континентов.
В области интродуцированы растения, привезённые из стран с более тёплым климатом, а также из Крыма и Кавказа. Часто встречаются хвойные деревья — ель и сосна, лиственные — берёза, бук, граб, дуб, клён, липа, ольха, ясень. Около Зеленоградска находится роща чёрной ольхи. Уникальный тысячелетний дуб находится в городе Ладушкин. Встречаются и буковые рощи. На Балтийской косе в окрестностях заброшенного аэродрома растёт облепиха.
На территории области насчитывается несколько сотен болот. Их общая площадь более 1000 км². Болотистые места богаты ягодами (брусникой, голубикой, клюквой, морошкой, черникой), лекарственными травами.

### Животный мир
Животный мир области разнообразен. В области обитает 338 видов наземных позвоночных, образующих устойчивые биотопические связи с территорией региона. Количество зарегистрированных видов птиц в 2015 году составляет 325 видов. В Балтийском море, Калининградском (Вислинском) и Куршском заливах, прилегающих к территории области, обитает более 50 видов рыб.
152 вида позвоночных животных (45 %) относятся к категории редких и очень редких, нуждающихся в охране, в том числе 4 вида круглоротых, 12 видов рыб, 4 вида земноводных, 111 видов птиц и 21 вид млекопитающих. В Красную книгу Российской Федерации включены обитающие на территории области 3 вида млекопитающих, 24 вида птиц и 1 вид земноводных. В Красной книге Балтийского региона как редкие, исчезающие и находящиеся под угрозой исчезновения числятся 22 вида млекопитающих, 79 видов птиц, 1 вид пресмыкающихся и 5 видов земноводных.
Красная книга Калининградской области, изданная в 2010 году, включает 11 видов млекопитающих, 43 вида птиц, 1 вид земноводных и 1 вид
пресмыкающихся. В особой охране нуждаются и не включённые в Красную книгу Калининградской области 6 видов млекопитающих, 44 вида птиц и 2 вида земноводных.
Имеются млекопитающие отрядов копытных, хищников, грызунов, насекомоядных и рукокрылых.
Крупнейший представитель фауны области — лось. Другие представители семейства оленей в области — благородный, пятнистый олени, косули, лань.
Поголовье косуль в лесах области составляет несколько тысяч голов, благородных оленей и лосей несколько сотен. После Великой Отечественной войны в область завезены пятнистые олени, которых разводят для получения пантов — ценного сырья для изготовления пантокрина. Часто встречаются кабаны (в том числе на Куршской косе).
Из хищников в области встречаются лисицы, горностаи, куницы, хорьки, ласки. Волки к 1970-м годам были полностью истреблены охотниками, хотя встречаются появления волков из Польши или Литвы — на них разрешена охота.
Грызуны представлены бобром, нутрией, ондатрой, белкой.
Видовой состав и плотность основных охотничьих видов животных, обитающих на территории области, превышает показатели других субъектов РФ, что объясняется природно-климатическими условиями и кормовой ёмкостью угодий. На территории области ведётся интенсивная и успешная охотохозяйственная деятельность, при этом сохраняется стабильная, имеющая тенденции к росту, численность основных охотничьих видов.
Над территорией области в районе Куршской косы проходит древний миграционный путь птиц (около 150 видов) из северных районов Европы в южные районы Европы и Северную Африку.
В лесах преобладают птицы из отряда воробьиных (зяблики, скворцы, синицы, ласточки, мухоловки, пеночки, зарянки, горихвостки, жаворонки, юрки, славки, галка, сорока, клесты). Кроме того, в лесах обитают дятлы, голуби, рябчик и тетерев. Хищные лесные птицы — ястреб, лунь, совы, сычи, филины.
Поля и луга населяют куропатки, полевой лунь, аисты. Болота — кулики, журавли, цапли. Водоёмы — различными видами уток, гусями, чайками, лебедем-шипуном.

## История

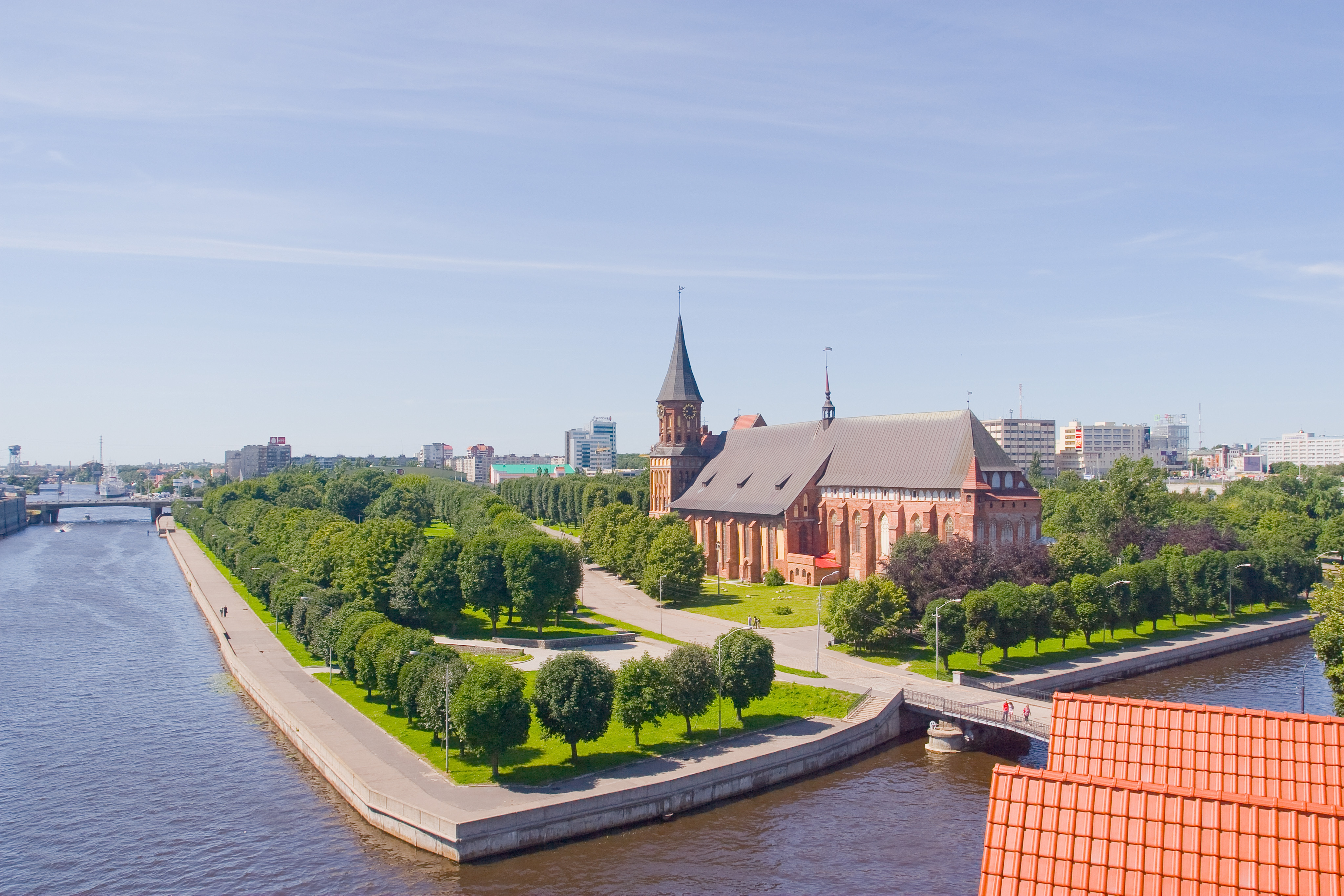
Кафедральный собор в Калининграде

Начиная с V века на территории нынешней Калининградской области жили племена пруссов, народа, родственного нынешним литовцам и латышам. К XI веку пруссы проживали общинами, занимались земледелием, охотой, рыболовством и речной (прибрежной) торговлей. Селились пруссы по родовому признаку, возводя укреплённые поселения. Исповедовали язычество.
После принятия Польшей христианства (966) предпринимались активные попытки христианизировать пруссов. В 1206 году Римским Папой Иннокентием III издаётся булла о христианизации пруссов, а в 1217 году Римским Папой Гонорием III объявляется поход против прусских язычников, ставший частью кампаний в Восточной Пруссии, известных как прусский крестовый поход, к которым в 1226 году присоединяется Тевтонский орден. В 1230 году Папа Римский даёт право Тевтонскому ордену крестить пруссов. Немецкие крестоносцы, имевшие интересы в восточной Европе, приступили к колонизации новых территорий, на которых в скором времени сложилось государство Тевтонского ордена. Колонизация не проходила мирно — немалая часть прусских вождей вела активную войну с крестоносцами, часть же вождей приняла христианство. Тевтонский орден давал определённые привилегии лояльным пруссам, встраивая их в феодальную систему своего государства. В основную фазу колонизации (XIII—XIV вв.) случилось два крупных восстания пруссов — первое прусское восстание (1242—1249 гг.) и второе прусское восстание (1249—1260 гг.). Во время восстаний пруссы оставались разобщёнными, и несмотря на значительные трудности крестоносцам удалось переломить ход обоих восстаний и закрепиться на завоёванных территориях.
В ходе колонизации рыцари основывали замки, которые являлись их опорными пунктами. Первоначально орденский замок представлял собой укреплённый дом, служивший местом проживания братьев ордена. Такой дом возводился из дерева и укреплялся частоколом. В XIV веке начинается строительство замков в камне. Первым из них на территории Калининградской области стал замок Бальга, основанный в 1239 году на берегу Вислинского залива и сохранившийся в виде руин до сих пор.

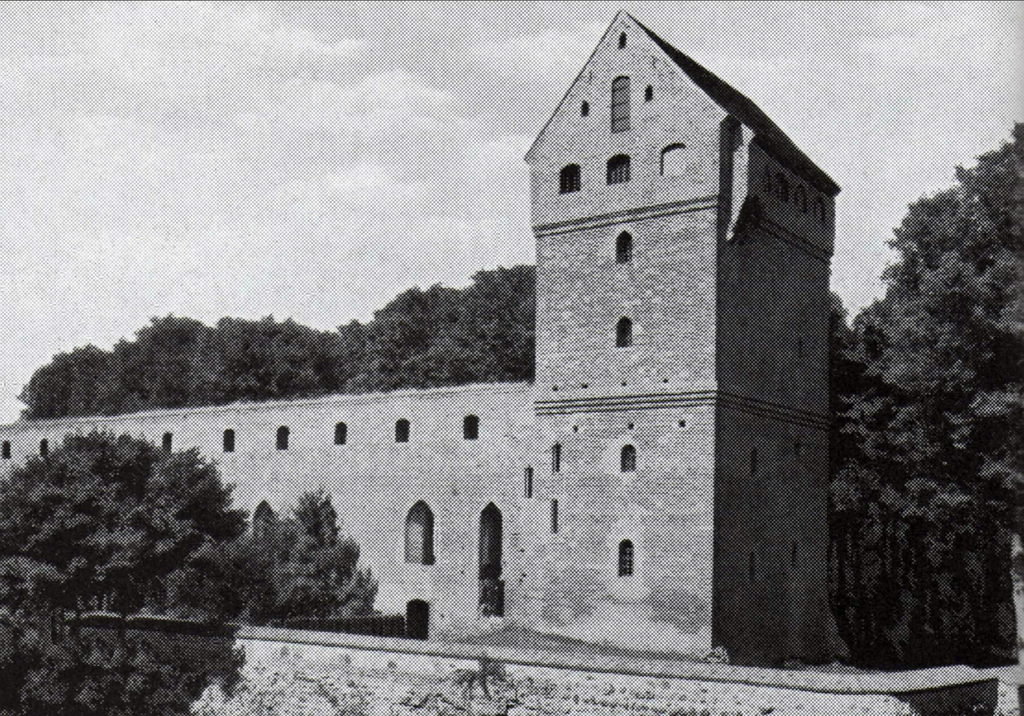
Замок Бальга в 1931 году

Прусская культура и прусский язык постепенно утрачивали своё значение — новые феодальные отношения вытесняли собой традиционный уклад прусского общества, немецкий язык стал языком торговли и дипломатии. Большинство пруссов постепенно ассимилировались, смешиваясь с массой немецких колонистов. Прусская речь сохранилась как язык сельских общин до XVI—XVII веков. Большинство не онемеченных пруссов перешло на литовский язык, получив наименование летувинники (прусские литовцы).
Немецкие колонисты из соображений безопасности селились у стен замков, образуя так называемое лишке. Таким образом возникли многие города и посёлки Калининградской области, в том числе и Кёнигсберг (Калининград). В настоящий момент на территории Калининградской области осталось значительное количество памятников истории прусского и орденского периода, представляющих собой в основном руины замков и кирх, остатки валов и городищ.
Государство Тевтонского ордена вело постоянные войны с Польшей и Литвой, расширяя своё влияние в прибалтийском регионе. После принятия христианства Литвой исчерпались правовые основы нахождения Тевтонского ордена в землях Пруссии, поток крестоносцев и финансирование из Германии начало постепенно иссякать. После поражения при Танненберге (Грюнвальдская битва) в 1410 году и последовавшей за ним тринадцатилетней войны государство Тевтонского ордена утратило значительную часть своих территорий и находилось в плачевном экономическом состоянии.
В начале XVI века государство Тевтонского ордена сохраняло подчинённость Священной Римской империи и папе римскому. Сюзеренитета над государством крестоносцев добивалось Польское королевство, в то время с династией Ягеллонов во главе. Император Священной Римской империи Максимилиан I боролся с Ягеллонами (королями Чехии и Венгрии в то время) за влияние в Центральной Европе, используя государство крестоносцев в этой борьбе. В 1501 году он официально запретил великому магистру Фридриху Саксонскому провести оммаж и платить дань польскому королю Яну Ольбрахту, до этого Фридриху удавалось уклоняться от этого обряда самостоятельно.
По итогам Венского конгресса 1515 года император Максимиллиан I согласовал с Ягеллонами переход государства Тевтонского ордена в состав Польши в качестве вассального государства. Одновременно, под влиянием идей Мартина Лютера, шёл процесс преобразования страны крестоносцев (то есть католического ордена) в протестантское государство (под видом «секуляризации»).
В 1525 по приказу великого магистра Альбрехта Тевтонский орден прошёл секуляризацию, а государство крестоносцев было преобразовано в светское Прусское герцогство (подчинённое католической Польше). Последний великий магистр Тевтонского ордена герцог Альбрехт стал первым герцогом Пруссии. Государственной религией нового прусского государства стал протестантизм лютеранского толка — таким образом, Пруссия стала первым государством в мире, признавшим протестантизм своей государственной религией.
В 1657 году, после т. н. «Шведского потопа», Пруссия вошла в состав объединённого Бранденбургско-Прусского государства и освободилась от вассальной зависимости от Польши.
В ходе Семилетней войны, между 1758 и 1762 годами Восточная Пруссия входила в состав Российской империи. В немецкой историографии этот период получил название «первое русское время».
С 1871 по 1918 годы территория Восточной Пруссии входила в состав Германской империи, а с 1919 года по 1945 год — Веймарской республики и Третьего рейха. При этом, после Первой мировой войны в период 1919—1939 годов она была отделена от остальной Германии территорией независимой Польши, получившей выход к Балтике (так называемый «Польский коридор»).
В соответствии с Потсдамским соглашением 1945 года северная часть Восточной Пруссии (примерно одна треть всей её территории) была передана Советскому Союзу, остальные две трети были переданы Польше. Кусок северного берега Данцига (Гданьска) на Балтийском море был передан Польше, северо-восточная область Мемеля (Клайпеды) была включена в состав Литовской ССР, середина — Кёнигсбергская область, была включена в состав РСФСР.
Сразу после Второй мировой войны был организован Особый военный округ, который также занимался и гражданскими делами. Принятый 18 марта 1946 года Верховным Советом СССР план четвёртой пятилетки, главной задачей которого было «восстановление пострадавших районов», не распространялся на территорию Восточной Пруссии, вошедшую в состав РСФСР. 7 апреля 1946 года Указом Президиума Верховного Совета СССР на территории округа была образована Кёнигсбергская область в составе РСФСР. 4 июля 1946 года Указом Президиума Верховного Совета СССР область была переименована в Калининградскую, город Кёнигсберг — в Калининград в честь советского государственного и партийного деятеля М. И. Калинина. Первым коренным жителем области русской национальности после её переименования стал Александр Дорофеев, родившийся 4 июля 1946 года в 0 часов 01 минуту в Тапиау (Гвардейск) в семье гвардии майора Дорофеева А. В., героя боёв за Кёнигсберг и Пиллау.
Массовое переселение в область семей колхозников и сельскохозяйственных рабочих было инициировано подписанным Сталиным Постановлением Совета Министров СССР № 1522 от 9 июля 1946 года.
Документ предписывал переселить «на добровольных началах» в Калининградскую область на постоянное жительство в августе-октябре 1946 года 12 тысяч семей колхозников из 20 областей и трёх автономных республик РСФСР и из Белоруссии. В качестве критерия для отбора переселенцев правительственное постановление устанавливало наличие в каждой переселенческой семье не менее двух трудоспособных членов. Первый эшелон колхозников-переселенцев прибыл в Гусевский район 23 августа 1946 года. Пионерами крупномасштабной миграции стали 715 жителей сильно пострадавшей в годы войны Брянской области. В ходе переселенческой кампании 1946—1948 годов фактически переселенцами стали жители 27 областей РСФСР, четырёх союзных республик, двух автономных республик. Принималась во внимание и «благонадёжность» переселенцев, за чем тщательно следили органы МВД.
Немецкое и литовское население (летувининки — прусские литовцы) было депортировано в Германию к 1947 году.
После войны Калининградская область стала одной из самых милитаризированных территорий Советского Союза. В Калининграде находится Штаб дважды краснознамённого Балтийского флота, после 1991 года город Балтийск (быв. Пиллау) остался крупнейшей базой этого флота.

## Население
Численность населения области по данным Росстата на 2025 год составляет 1 032 904 человек. Плотность — 68,29 чел./км². Доля городского населения — 
76,62 %.
Национальный состав
По данным Всероссийской переписи населения 2010 года (доля среди лиц, указавших национальность):
- Русские — 772 534 чел. (86,4 %)
- Украинцы — 32 771 чел. (3,7 %)
- Белорусы — 32 497 чел. (3,6 %)
- Литовцы — 9769 чел. (1,1 %)
- Армяне — 9226 чел. (1,1 %)
- Немцы — 7349 чел. (0,8 %)
- Татары — 4534 чел. (0,5 %)
- Другие национальности — 25 172 чел. (2,8 %)

По итогам переписи населения 2020 года проживали следующие национальности (национальности менее 0,1 % и другое, см. в сноске к строке «Другие»):
| Национальность                             | Численность, чел. | Доля     |
| ------------------------------------------ | ----------------- | -------- |
| Русские                                    | 809 546           | 78,60 %  |
| Украинцы                                   | 12 515            | 1,22 %   |
| Белорусы                                   | 11 360            | 1,10 %   |
| Армяне                                     | 8379              | 0,81 %   |
| Литовцы                                    | 4279              | 0,42 %   |
| Немцы                                      | 4118              | 0,40 %   |
| Татары                                     | 3250              | 0,32 %   |
| Узбеки                                     | 2581              | 0,25 %   |
| Азербайджанцы                              | 2555              | 0,25 %   |
| Поляки                                     | 1402              | 0,14 %   |
| Другие и лица, не указавшие национальность | 169 981           | 16,49 %  |
| Итого                                      | 1 029 966         | 100,00 % |

## Административно-территориальное деление

Административное деление Калининградской области

Согласно Закону «Об административно-территориальном устройстве Калининградской области», субъект РФ включает объекты административно-территориального деления (административно-территориальные единицы):
- 8 городов областного значения
  - 3 внутригородских административных района города областного значения Калининград
- 1 посёлок городского типа областного значения
- 13 административных районов
  - 14 городов районного значения
  - 2 посёлка городского типа районного значения.

### Города областного значения и административные районы

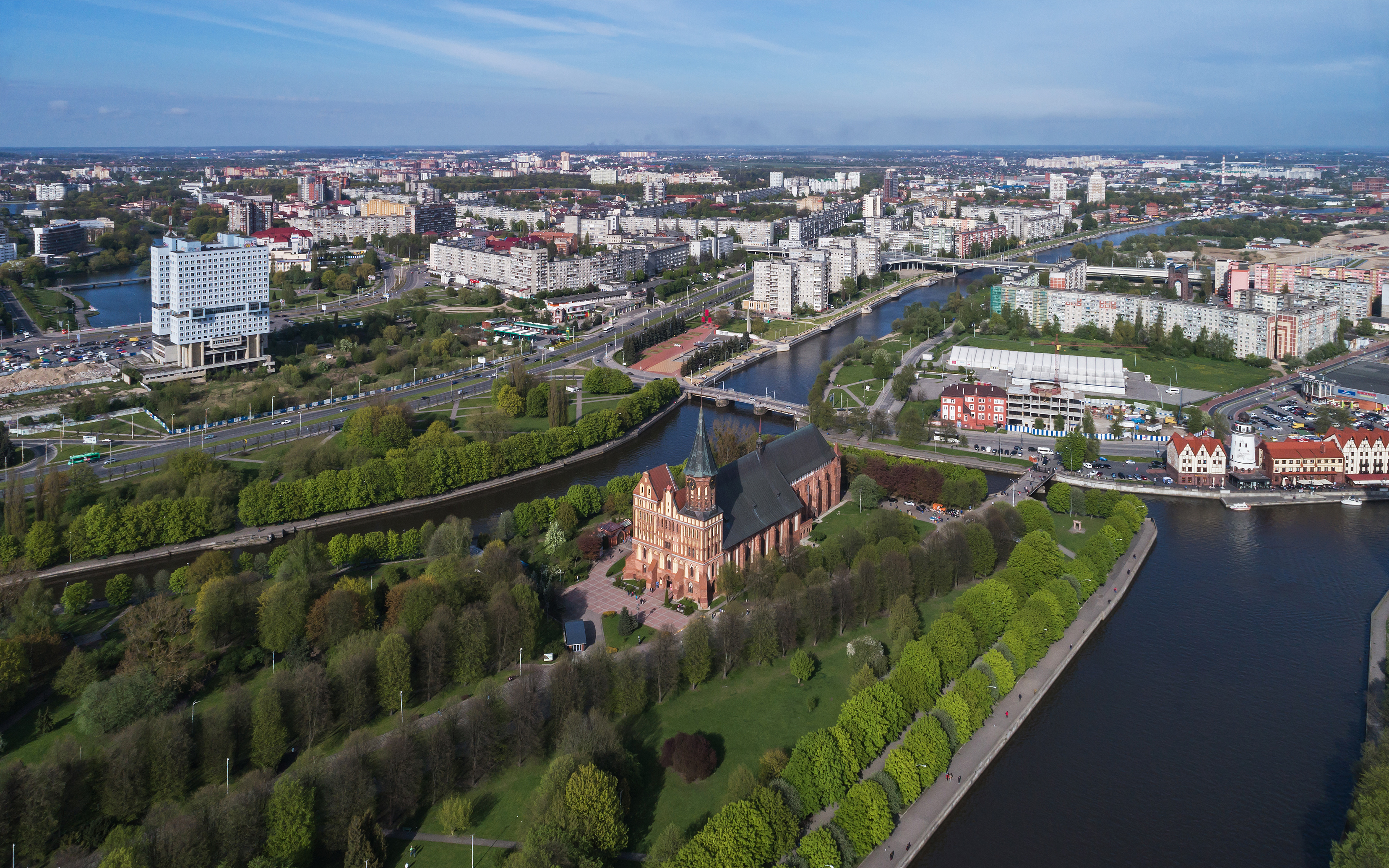
Калининград

| Города областного значения                  |                  |            |          |         |         |                      |
| 1                                           | Калининград      | 27 401 000 | ↘488 690 | 223,03  | 2191,14 | город Калининград    |
| 2                                           | Балтийск         | 27 405 000 | ↗29 289  | 101,31  | 289,1   | город Балтийск       |
| 3                                           | Ладушкин         | 27 203 505 | ↗3745    | 28,18   | 132,9   | город Ладушкин       |
| 4                                           | Мамоново         | 27 203 510 | ↘8508    | 106,13  | 80,17   | город Мамоново       |
| 5                                           | Пионерский       | 27 417 000 | ↗12 928  | 8,27    | 1563,24 | город Пионерский     |
| 6                                           | Светлый          | 27 425 000 | ↘27 486  | 80,23   | 342,59  | город Светлый        |
| 7                                           | Светлогорск      | 27 420 000 | ↗21 165  | 33.16   | 638,27  | город Светлогорск    |
| 8                                           | Советск          | 27 430 000 | ↘38 614  | 43,75   | 882,61  | город Советск        |
| Посёлок городского типа областного значения |                  |            |          |         |         |                      |
| 9                                           | Янтарный         | 27 420 562 | ↘7206    | 19,38   | 371,83  | пгт Янтарный         |
| Административные районы                     |                  |            |          |         |         |                      |
| 10                                          | Багратионовский  | 27 203 000 | ↗32 981  | 1014,5  | 32,51   | город Багратионовск  |
| 11                                          | Гвардейский      | 27 206 000 | ↘28 931  | 784,18  | 36,89   | город Гвардейск      |
| 12                                          | Гурьевский       | 27 209 000 | ↗110 395 | 1283,72 | 86      | город Гурьевск       |
| 13                                          | Гусевский        | 27 212 000 | ↘37 533  | 642,66  | 58,4    | город Гусев          |
| 14                                          | Зеленоградский   | 27 215 000 | ↗39 588  | 2016,49 | 19,63   | город Зеленоградск   |
| 15                                          | Краснознаменский | 27 218 000 | ↘11 016  | 1280,47 | 8,6     | город Краснознаменск |
| 16                                          | Неманский        | 27 221 000 | ↘15 439  | 698,30  | 22,11   | город Неман          |
| 17                                          | Нестеровский     | 27 221 000 | ↘11 791  | 1061,07 | 11,11   | город Нестеров       |
| 18                                          | Озёрский         | 27 227 000 | ↗12 673  | 877,44  | 14,44   | город Озёрск         |
| 19                                          | Полесский        | 27 230 000 | ↘17 007  | 834,28  | 20,39   | город Полесск        |
| 20                                          | Правдинский      | 27 233 000 | ↘18 045  | 1283.88 | 14,06   | город Правдинск      |
| 21                                          | Славский         | 27 236 000 | ↘15 765  | 1349,07 | 11,69   | город Славск         |
| 22                                          | Черняховский     | 27 239 000 | ↘45 874  | 1285,75 | 35,68   | город Черняховск     |

### Муниципальное устройство
В рамках муниципального устройства области, в границах административно-территориальных единиц Калининградской области по состоянию на 1 января 2019 года выделены 22 муниципальных образования со статусом городского округа.
К концу 2021 году в Калининградской области формируется следующая организация местного самоуправления:
- 10 городских округов,
- 12 муниципальных округов.

### Городские и муниципальные округа
| № на карте           | Название         | Флаг | Герб | Код ОКТМО | Население, чел. 1.01.2024 | Площадь, км² | Плотность, чел./км² | Админ. центр         |
| -------------------- | ---------------- | ---- | ---- | --------- | ------------------------- | ------------ | ------------------- | -------------------- |
| Городские округа     |                  |      |      |           |                           |              |                     |                      |
| 1                    | Калининград      |      |      | 27 701    | ↘488 690                  | 223,03       | 2191,14             | город Калининград    |
| 2                    | Балтийский       |      |      | 27 750    | ↗29 289                   | 101,31       | 289,1               | город Балтийск       |
| 13                   | Гусевский        |      |      | 27 612    | ↘37 533                   | 642,66       | 58,4                | город Гусев          |
| 3                    | Ладушкинский     |      |      | 27 711    | ↗3745                     | 28,18        | 132,9               | город Ладушкин       |
| 4                    | Мамоновский      |      |      | 27 712    | ↘8508                     | 106,13       | 80,17               | город Мамоново       |
| 5                    | Пионерский       |      |      | 27 717    | ↗12 928                   | 8,27         | 1563,24             | город Пионерский     |
| 6                    | Светловский      |      |      | 27 725    | ↘27 486                   | 80,23        | 342,59              | город Светлый        |
| 7                    | Светлогорский    |      |      | 27 734    | ↗21 165                   | 33.16        | 638,27              | город Светлогорск    |
| 8                    | Советский        |      |      | 27 730    | ↘38 614                   | 43,75        | 882,61              | город Советск        |
| 9                    | Янтарный         |      |      | 27 740    | ↘7206                     | 19,38        | 371,83              | пгт Янтарный         |
| Муниципальные округа |                  |      |      |           |                           |              |                     |                      |
| 10                   | Багратионовский  |      |      | 27 703    | ↗32 981                   | 1014,5       | 32,51               | город Багратионовск  |
| 11                   | Гвардейский      |      |      | 27 706    | ↘28 931                   | 784,18       | 36,89               | город Гвардейск      |
| 12                   | Гурьевский       |      |      | 27 609    | ↗110 395                  | 1283,72      | 86                  | город Гурьевск       |
| 14                   | Зеленоградский   |      |      | 27 710    | ↗39 588                   | 2016,49      | 19,63               | город Зеленоградск   |
| 15                   | Краснознаменский |      |      | 27 713    | ↘11 016                   | 1280,47      | 8,6                 | город Краснознаменск |
| 16                   | Неманский        |      |      | 27 714    | ↘15 439                   | 698,30       | 22,11               | город Неман          |
| 17                   | Нестеровский     |      |      | 27 715    | ↘11 791                   | 1061,07      | 11,11               | город Нестеров       |
| 18                   | Озёрский         |      |      | 27 716    | ↗12 673                   | 877,44       | 14,44               | город Озёрск         |
| 19                   | Полесский        |      |      | 27 718    | ↘17 007                   | 834,28       | 20,39               | город Полесск        |
| 20                   | Правдинский      |      |      | 27 719    | ↘18 045                   | 1283.88      | 14,06               | город Правдинск      |
| 21                   | Славский         |      |      | 27 727    | ↘15 765                   | 1349,07      | 11,69               | город Славск         |
| 22                   | Черняховский     |      |      | 27 739    | ↘45 874                   | 1285,75      | 35,68               | город Черняховск     |

### Населённые пункты
Городские населённые пункты
Всего в Калининградской области 22 города и 3 посёлка городского типа (Донское, Приморье, Янтарный, при этом первые два с 2019 года учитываются Росстатом как сельские).
Населённые пункты с численностью населения более 3000 человек
| Калининград  | ↘488 690 |
| Советск      | ↘38 614  |
| Черняховск   | ↘35 705  |
| Балтийск     | ↗27 032  |
| Гусев        | ↘28 820  |
| Светлый      | ↘21 054  |
| Гурьевск     | ↗27 751  |
| Зеленоградск | ↘17 085  |
| Светлогорск  | ↗16 771  |

| Гвардейск     | ↘13 962 |
| Пионерский    | ↗12 928 |
| Неман         | ↘9216   |
| Мамоново      | ↘8295   |
| Полесск       | ↗6954   |
| Багратионовск | ↘6379   |
| Янтарный      | ↘6571   |
| Васильково    | ↗8667   |
| Правдинск     | ↘3934   |

| Знаменск        | ↘3820 |
| Славск          | ↘4013 |
| Нестеров        | ↗3342 |
| Ладушкин        | ↘3634 |
| Озёрск          | ↗4321 |
| Большое Исаково | ↗6877 |
| Краснознаменск  | ↘3374 |

Крупные сельские населённые пункты
Сельские населённые пункты области носят статус: посёлок. В таблице указаны посёлки с численностью населения более полутора тысяч человек.
| Васильково      | ↗8667 |
| Знаменск        | ↘3820 |
| Большое Исаково | ↗6877 |
| Долгоруково     | ↗2805 |
| Южный           | ↘2772 |
| Донское         | ↗2795 |
| Железнодорожный | ↘2641 |
| Малое Исаково   | ↗5467 |

| Озерки     | ↘2473 |
| Большаково | ↗2448 |
| Храброво   | ↘2143 |
| Корнево    | ↗1912 |
| Взморье    | ↘1883 |
| Нивенское  | ↘1728 |

| Добровольск  | ↗1693 |
| Люблино      | ↘1606 |
| Волочаевское | ↗1582 |
| Колосовка    | ↗1538 |

В таблицах не указаны город Приморск и пгт Приморье, так как численность их населения не превышает 3000 человек.

## Телефонные коды муниципальных образований
| Муниципальное образование         | Телефонный код                        |
| --------------------------------- | ------------------------------------- |
| Калининград                       | 4012                                  |
| Черняховск и Черняховский район   | 401 41                                |
| Озёрский район                    | 401 42                                |
| Гусев и Гусевский район           | 401 43/7721                           |
| Нестеровский район                | 401 44                                |
| Балтийск                          | 401 45/7795                           |
| Зеленоградский район              | 401 50/7729                           |
| Гурьевск и Гурьевский район       | 401 51/7740/7741/ 7742/7745/7747/7777 |
| Светлый                           | 401 52/7749                           |
| Светлогорск и Светлогорский район | 401 53/774                            |
| Янтарный                          | 401 535                               |
| Пионерский                        | 401 55/7736                           |
| Багратионовский район             | 401 56                                |
| Правдинский район                 | 401 57                                |
| Полесск и Полесский район         | 401 58                                |
| Гвардейский район                 | 401 59                                |
| Советск и Советский район         | 401 61/7746                           |
| Неманский район                   | 401 62                                |
| Славский район                    | 401 63                                |
| Краснознаменский район            | 401 64                                |
| Мамоново                          | 401 7724                              |

## Экономика
По данным Росстата ВРП Калининградской области на 2015 год составил 328 760 млн рублей, что к уровню предыдущего года в постоянных ценах составляет 98,5 %. ВРП на душу населения в 2015 году составил 338 тыс. рублей.
| Показатель                                                              | 2006     | 2007     | 2008     | 2009     | 2010     | 2011     | 2012     | 2013     | 2014     |
| ----------------------------------------------------------------------- | -------- | -------- | -------- | -------- | -------- | -------- | -------- | -------- | -------- |
| Валовой региональный продукт в текущих ценах (млн руб.)                 | 103138,7 | 143927,7 | 179266,7 | 169519,6 | 195749,1 | 241004,8 | 265361,2 | 275885,8 | 306232,8 |
| Индекс физического объёма ВРП в постоянных ценах к предыдущему году (%) | 115,3    | 119,9    | 104,7    | 91,5     | 107,6    | 104,6    | 104,7    | 101      | 104,6    |
| ВРП на душу населения в текущих ценах (руб.)                            | 110255,4 | 153964,0 | 191533,4 | 180797,2 | 208193,2 | 255217,8 | 279096,9 | 287695,4 | 316999,4 |

### Финансы, бюджет, кредитные рейтинги
Рейтинговое агентство «Эксперт РА» в 2017 году присвоило области кредитный рейтинг на уровне ruBBB. В 2018 году рейтинг был повышен до ruBBB+ (подтверждался трижды в 2019-2020), в 2020 — до ruA- (подтверждался трижды в 2021-2022), в 2022 — до ruA+. После рейтинг подтверждался на этом уровне дважды в году (2023-2025).

### Промышленность
По состоянию на начало 2009 года в регионе осуществляли деятельность 6066 промышленных предприятий, в том числе:
- в добыче полезных ископаемых — 120 предприятий;
- в обрабатывающих производствах — 5740 предприятий;
- в производстве и распределении электроэнергии, газа и воды — 206 предприятий.

Ключевые отрасли — пищевая, мебельная, электротехническая, деревообрабатывающая
До 2020 года планировалось создание трёх новых индустриальных парков в населённых пунктах Черняховск, Советск, посёлок Храброво (Гурьевского района).
Технопарки были запланированы в рамках Государственной программы РФ «Социально-экономическое развитие Калининградской области до 2020 года»: «В рамках развития отдельных территорий для размещения промышленных и инновационных предприятий предусмотрено создание индустриальных парков на востоке области, в Черняховске и Советске»Сайт Минрегионразвития РФ (недоступная ссылка — история)..
Развито промышленное рыболовство, рыбные порты расположены в Калининграде, Пионерском и Светлом.
В 2012 году было запланировано строительство двух рыбохозяйственных заводов: Западно-Балтийский рыбоводный завод и Рыбохозяйственный комплекс «КёнигФиш». Суммарная ежегодная производительность обоих производств — более 700 тонн осетровых и икры. Примерная стоимость возведения производств — 1 млрд 767 млн руб. (300 млн руб. — Бюджета Калининградской области, остальные — от частных инвесторов). Основной частный инвестор — компания UNITED FOOD Technologies International AG.

### Полезные ископаемые
В настоящее время годовая добыча янтаря на Калининградском янтарном комбинате достигает нескольких сотен тонн, однако лишь небольшая её часть используется в прекрасном ювелирном производстве самой Калининградской области.
В 2004 году была запущена морская ледостойкая стационарная платформа, осуществляющая эксплуатационное бурение на Кравцовском месторождении. Лицензия на право разработки месторождения принадлежит «Лукойл-Калининградморнефть» — дочернему предприятию Лукойла, находящемуся в городе Светлом. Однако данная отрасль производства Калининградской области вызывает неоднозначные оценки аналитиков и общественности Калининградской области, а также соседних стран (Литва, Польша). Платформа Д-6, находящаяся в Балтийском море в 22 км от уникального природного заповедника Куршская коса, занесённого в список Всемирного наследия ЮНЕСКО, является предметом постоянного спора между организациями, стоящими на стороне экологической защиты и безопасности региона, с одной стороны, и промышленниками и чиновниками, с другой стороны. В 2008 году было добыто 842 тыс. тонн нефти на месторождении Д-6 и 583,2 тыс. тонн нефти на суше.

### Сельское хозяйство
На 01.01.2020 численность сельского населения 226 187 человек, 22 % населения Калининградской области.
Животноводство
Поголовье крупного рогатого скота на конец сентября 2020 года составляет 178,5 тыс. голов (+13,9 % к сентябрю 2019), из них коров 77,3 тыс. голов (+13,6 %), свиней 299,6 тыс. голов (+35,2 %), овцы и козы 80,7 тыс. голов (-11,1 %), птица 3 318,7 тыс. голов (+3,6 %). На долю сельскохозяйственных организаций приходится всего 3,5 % численности овец и коз. В регионе восстановилось поголовье свиней после вспышки АЧС в 2018 году.
Из истории: на 1 июля 2006 года поголовье крупного рогатого скота составляло 95,7 тысячи голов, свиней — 50,7 тысячи голов, овец и коз — 52,8 тысячи голов, а птицы — 2 249,3 тысячи голов.
В Калининградской области в животноводческих хозяйствах всех категорий за 2020 год получено 212 тысяч тонн молока (+14,6 %), в том числе в сельскохозяйственных предприятиях — 130,4 тыс. тонн (+18,6 %). Надой на одну фуражную корову в сельхозпредприятиях 8506 кг (+636 кг).
С увеличением производства молока возросло производство молочной продукции, в том числе масла сливочного — 3,7 тыс. тонн (+72 %); сыра и творога — 16,5 тыс. тонн (+43 %); продуктов кисломолочных — 29,5 тыс. тонн (+31 %).
Растениеводство
Калининградская область занимает первое место в РФ по урожайности кукурузы по итогам 2018 года. Урожайность кукурузы в регионе составляет 113 центнеров с гектара в бункерном весе. На некоторых полях в области урожайность этой культуры достигала 200 центнеров с гектара, при этом средняя урожайность кукурузы по России составляет 49 центнеров с гектара. В 2018 году площадь всех посевных культур составила около 250 тыс. га или 2,5 тыс. км².
Калининградская область занимает первое место в РФ по итогам 2020 года по урожайности рапса (34,3 ц/га, средняя урожайность по России составляет 17,7 ц/га).
В 2020 году урожай зерновых и зернобобовых составил 824 тысячи тонн в бункерном весе при средней урожайности 60 центнеров с гектара. В весе после доработки 730 тысяч тонн зерна, исторически рекордный показатель, из них 485 тысяч тонн пшеницы, 175 тысяч тонн кукурузы и 48 тысяч тонн ячменя. Валовой сбор озимого и ярового рапса составил 155 тысяч тонн при средней урожайности 36 центнеров с гектара. С учётом процента рефракции (процент уменьшения на влажность и сорность) в весе после доработки 147 тысяч тонн рапса. Это очередной рекордный для региона урожай. Рекорд 2019 года — 118,8 тысячи тонн. Валовой сбор сои 4,6 тысяч тонн при средней урожайности 30 центнеров с гектара. Это хороший показатель и для севооборотных ротаций, и для увеличения экспортного потенциала региона.
| тыс. гектар | 369 | 416,3 | 349,6 | 262,1 | 217,9 | 148,1 | 245,5 | 287,4 |

### Энергетика
Базовая электроэнергетическая компания региона — «Янтарьэнерго».
Основные мощности:
- Калининградская ТЭЦ-2 (900 МВт (2010)), 2579 млн кВт·ч (2007) г. Калининград
- Советская ТЭЦ-10 (36 МВт, 128 млн кВт·ч (2005)) г. Советск, ОАО «Советский ЦБЗ»
- Калининградская ТЭЦ-9 (18 МВт, 53 млн кВт·ч (2005)) г. Калининград, ЗАО «Цепрусс»
- Светловская ГРЭС-2 (115 МВт, 43 млн кВт·ч (2005)) г. Светлый
- Гусевская ТЭЦ-5 (16 МВт, 20 млн кВт·ч (2005)) г. Гусев
- Правдинская ГЭС (1,14 МВт (проектной 7,44), 9 млн кВт·ч в год) г.Правдинск
- Озёрская ГЭС (0,5 МВт, 1,7 млн кВт·ч) г. Озёрск
- Ушаковская ВЭС (6,9 МВт) г. Куликово (введена вместо Зеленоградской ВЭУ)

А также около 10 тыс. дизельных и бензиновых электростанций (единичной мощностью от 0,5 до 500 кВт) общей мощностью около 20-30 МВт.
На начало 2018 года установленная мощность генерирующих предприятий энергосистемы Калининградской области составляла 939,2 тыс. кВт, в том числе:
- ТЭС — 932,5 тыс. кВт;
- ВЭС — 5,1 тыс. кВт;
- ГЭС — 1,6 тыс. кВт.

Крупнейшей станцией в регионе на сегодняшний день является Калининградская ТЭЦ-2. Её установленная мощность составляет 900 тыс. кВт.
| 2010    | 2011    | 2012    | 2013    | 2014    | 2015    | 2016    | 2017    | 8 мес. 2018 |
| ------- | ------- | ------- | ------- | ------- | ------- | ------- | ------- | ----------- |
| 4 018,0 | 4 100,9 | 4 258,0 | 4 415,2 | 4 530,9 | 4 427,6 | 4 469,4 | 4 437,0 | 2 897,5     |

В 2005 году в Калининграде введён в строй первый блок новой, самой совершенной в энергосистеме России Калининградской ТЭЦ-2 мощностью 450 МВт. В конце 2010 года был введён в эксплуатацию второй энергоблок. С его вводом Калининградская область вышла на самообеспечение электроэнергией.
Затраты топлива в 2002 году на выработку тепла составили около 768 тыс. т.у.т., в том числе:
- Газ природный — 335 млн м³ — 50 %
- Нефтепродукты — 140 тыс. т. — 29,5 %
- Уголь каменный — 145,3 тыс. т. — 19 %

Ввод в эксплуатацию второго энергоблока ТЭЦ в декабре 2010 года позволил прекратить транзитные поставки электроэнергии в регион через Белоруссию и Литву. Регион стал самодостаточным.
До 2010 года дефицит электроэнергии восполнялся поставками с Игналинской АЭС (Литва) по трём ВЛ 330 кВ (Советск — Клайпеда, Советск — Круонис, Советск — Юрбаркас) и трём ВЛ 110 кВ. Закрытие Игналинской АЭС 31 декабря 2009 года и возникновение дефицита электроэнергии в Литве (до 500 тыс. кВт) привело к существенному ограничению транзита электроэнергии в Калининградскую область из РФ для восполнения регионального дефицита. В 2010 году в регион электроэнергия поставлялась главным образом со Смоленской АЭС транзитом через Белоруссию и Литву.
В марте 2019 года в Калининградской области введена в эксплуатацию третья из четырёх электростанций, которые строятся для обеспечения энергонезависимости региона-анклава. При этом четвёртая — угольная Приморская ТЭС (которая будет запущена в 2020 году) станет работать в качестве резервной. «Со вводом в эксплуатацию трёх газовых электростанций энергосистема Калининградской области стала независимой от экспортно-импортных поставок электроэнергии», — отмечается в пресс-релизе ИнтерРАО.
Заморозив (в 2014 году) строительство Балтийской АЭС и «потеряв» тем самым генерацию двух атомных реакторов — в Калининградской области за прошедшие годы были построены Талаховская, Прегольская, Маяковская теплоэлектростанции и Правдинская ГЭС и на 2021 год регион полностью обеспечен энергией.
газ
В целях энергетической безопасности Калининградской области «Газпром» запустил реализацию проекта по альтернативному варианту газоснабжения потребителей. До 2019 года природный газ поставлялся по построенному в СССР транзитному газопроводу «Минск — Вильнюс — Каунас — Калининград» (пропускная способность — 2,5 млрд м³ в год). В январе 2019 года введены в эксплуатацию терминал по приёму СПГ и плавучая регазификационная установка «Маршал Василевский» (2,7 млрд м³ газа в год).
Закончены работы по расширению подземного газового хранилища (ПГХ) до 174 млн м³ газа,. Планируется, что до 2025 года увеличатся объёмы — до 800 млн м³ газа.
| 2010    | 2011    | 2012    | 2013    | 2014    | 2015    | 2016    | 2017    |
| ------- | ------- | ------- | ------- | ------- | ------- | ------- | ------- |
| 1 380,0 | 2 041,2 | 2 170,0 | 2 057,6 | 2 074,6 | 2 065,8 | 2 205,8 | 2 373,7 |

|                               | 2010 | 2011 | 2012 | 2013 | 2014 | 2015 | 2016 | 2017 |      |
| ----------------------------- | ---- | ---- | ---- | ---- | ---- | ---- | ---- | ---- | ---- |
| Калининградская область, факт | 58,5 | 60,2 | 61,8 | 64,2 | 67,9 | 70,5 | 75,8 | 80,1 | 81,1 |
| Итого по РФ:                  | 62,9 | 63,1 | 63,2 | 64,4 | 65,1 | 65,4 | 66,2 | 67,2 | 68,1 |

## Транспорт
В Калининградской области 90 % населения имеют загранпаспорта, 30 % — шенгенские визы. До 2016 года каждый четвёртый житель имел карточку малого приграничного передвижения, позволяющую без визы посещать приграничные регионы Польши. Карточки малого приграничного передвижения отменены с 2016 года.
Загранпаспорт калининградцам выдаётся бесплатно, за него не взимается госпошлина. Его наличие — вынужденная необходимость: без загранпаспорта не получить визы, без визы не проехать железной дорогой в Россию через территорию Литвы. Процедура получения однократной транзитной визы максимально упрощена: за визой обращаются РЖД, виза делается в течение суток после обращения и выдаётся литовским консулом пассажиру уже в поезде.
С 1 июля 2019 года Калининградскую область можно посетить по одноразовой электронной визе.

### Трубопроводный
По территории области проходит газопровод Россия — Белоруссия — Польша с отводами на Черняховск, Зеленоградск, Гусев, Советск и Светлый. Газ используется для обеспечения работы ТЭЦ и потребностей коммунально-бытового хозяйства.

### Автомобильный

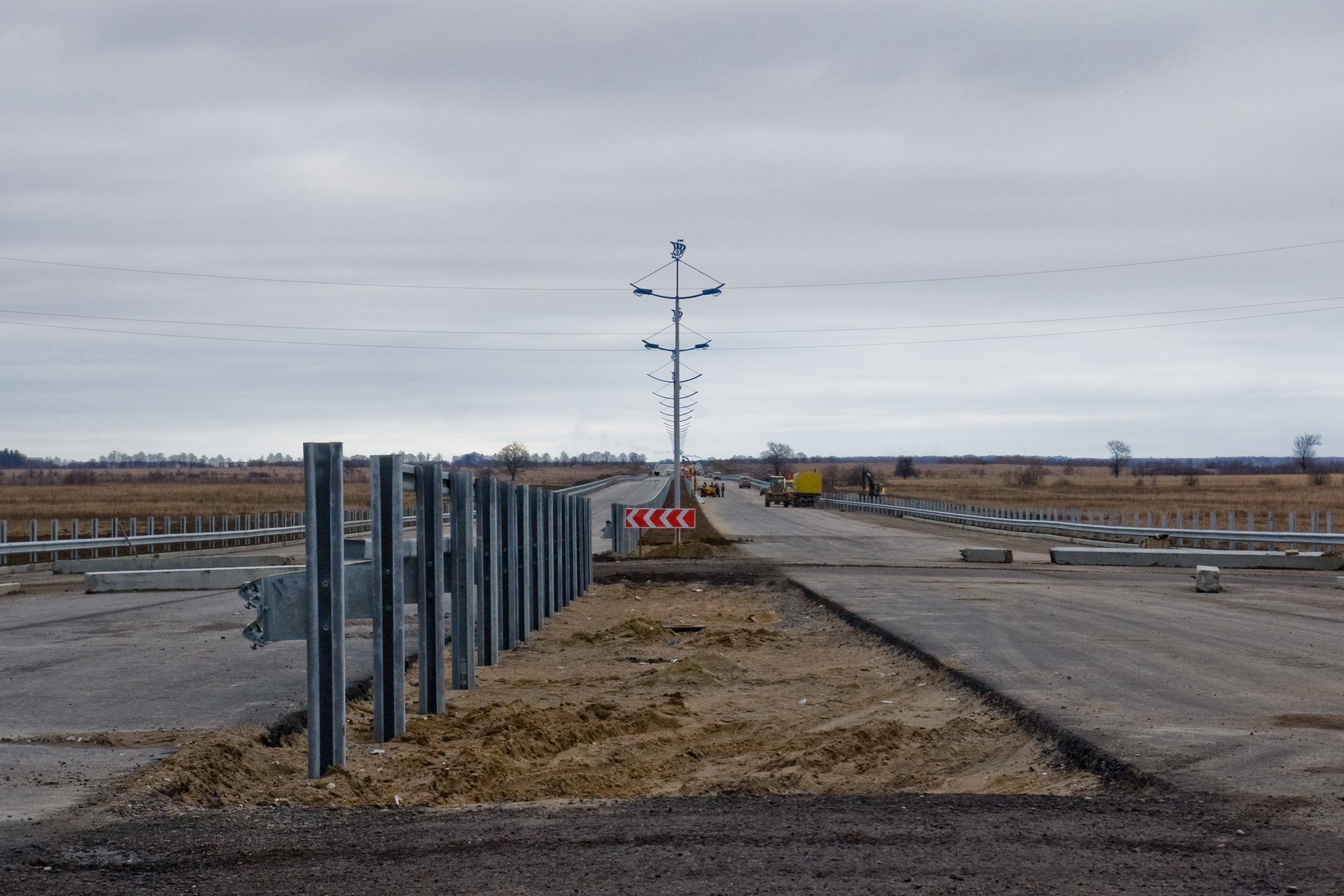
Участок строящейся трассы «Приморское кольцо» рядом с аэропортом Храброво

Важнейший вид внутрирегионального транспорта — автомобильный. Калининградская область является одной из самых обеспеченных автомобилями на душу населения в России, занимая пятое место. Причём около 85 % автомобилей — иномарки, преимущественно европейской сборки. Развита сеть автомобильных дорог с твёрдым покрытием. Большинство дорог не соответствуют принятому в России стандарту по ширине, кроме того, они отличаются извилистостью. На большинстве дорог Калининградской области установлена максимальная скорость в 70 км/ч (вместо 90 км/ч) из-за растущих вдоль дороги деревьев. При этом, автомобильные дороги Калининградской области являются одними из самых безопасных и качественных в стране.
Важнейшие автомобильные дороги:
- А229 А229 (автодорога)[фр.]: «Калининград—Гвардейск—Черняховск—Гусев—Нестеров—литовская граница» (далее — в направлении Вильнюса и Минска).
- А216: «Калининград—Гвардейск—Талпаки (разветвление с А-229)—Большаково—Советск—литовская граница» (далее в направлении — Шяуляя и Риги).
- «Калининград—Зеленоградск—Рыбачий— литовская граница» (далее — в направлении Клайпеды; проходит по Куршской косе при въезде на которую взимается экологический сбор).
- «Калининград—Ладушкин—Мамоново—польская граница» (далее — в направлении Эльблонга и Гданьска).
- «Калининград—Багратионовск—граница республики Польша— Бартошице (далее — в направлении Варшавы).

В августе 2008 года началось строительство автомагистрали Приморское кольцо, которая свяжет Калининград со Светлогорском, Пионерским, Зеленоградском, Балтийском, Светлым и международным аэропортом Храброво. В настоящее время магистраль уже построена до аэропорта и Зеленоградска, открыта до Светлогорска, работы ведутся в сторону Янтарного.
Кроме того, по территории Калининградской области проходит дорога, запланированная автомагистраль „Кёнигсберг—Берлин“ (среди местного населения известна как „Берлинка“). Она обходит стороной населённые пункты и упирается в польскую границу. Пограничный переход уже построен и введён в эксплуатацию 7 декабря 2010 года.
Пограничные переходы на территории области:
На границах области и в портах имеются 20 пограничных переходов (автомобильные, железнодорожные, водные, пешеходные, в аэропорту)

### Железнодорожный

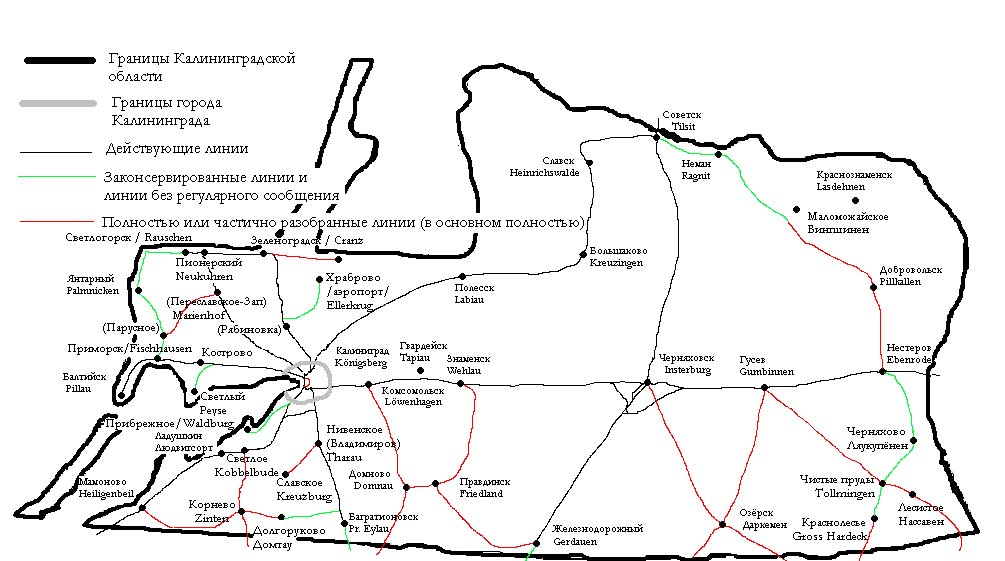
Железные дороги Калининградской области

Железнодорожный транспорт используется прежде всего для грузоперевозок между Калининградской областью, соседними странами и остальной территорией России. Также важна роль пассажирских перевозок, как внутрирегиональных, так и внешних. Калининград имеет круглогодичное прямое пассажирское железнодорожное сообщение с Москвой, Санкт-Петербургом и Адлером, в летнее время также с Челябинском. Ранее также существовало сообщение с Гдыней в Польше и Берлином в Германии.
Бо́льшая часть существовавших на территории нынешней Калининградской области до войны железных дорог была разобрана в первые послевоенные годы; часть сохранившейся сети была закрыта после распада СССР.
К настоящему времени сохранились и используются следующие железные дороги:
- Калининград — Черняховск — литовская граница
- Калининград — Мамоново — польская граница
- Калининград — Багратионовск — польская граница
- Калининград — Приморск — Балтийск
- Калининград — Гурьевск — Полесск — Славск — Советск — литовская граница
- Черняховск — Советск — литовская граница
- Черняховск — Железнодорожный — польская граница
- Калининград — Зеленоградск — Пионерский — Светлогорск (электрифицирована)
- Калининград — Пионерский (электрифицирована)

Крупнейшие железнодорожные узлы — Калининград (здесь сходятся семь железных дорог) и Черняховск (здесь сходятся четыре железные дороги)
Эксплуатирует железные дороги Калининградской области Калининградская железная дорога, выделившаяся после 1991 года из состава бывшей Прибалтийской железной дороги.

### Морской транспорт

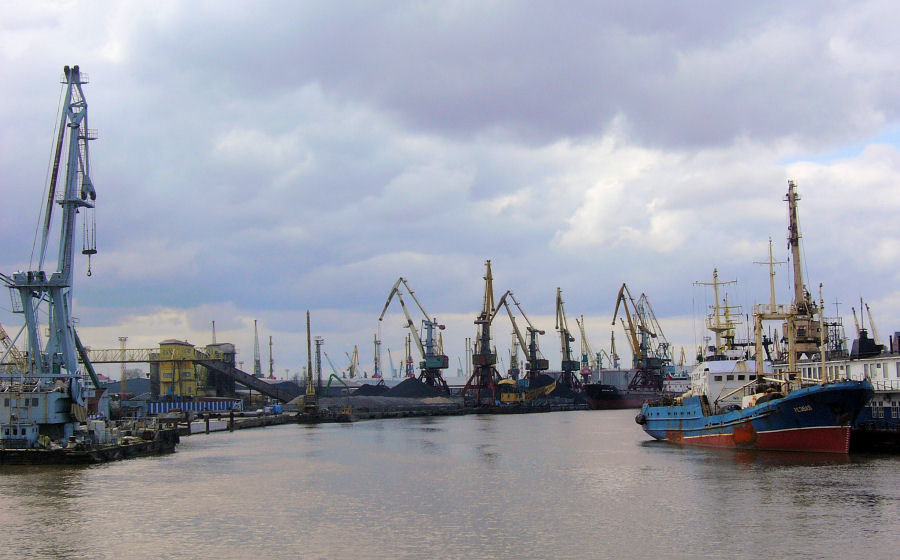
Порт Калининград

В Калининграде, Пионерском и Балтийске крупные незамерзающие морские порты, крупнейший из них — в Калининграде. Балтийск связан с Санкт-Петербургом паромной переправой и с Гданьском пассажирской линией (эксплуатируется польским пароходством).  В городе Светлый действует нефтетерминал мощностью 6 млн тонн нефти и нефтепродуктов.

### Внутренний водный транспорт
В Калининграде и Черняховске есть речные порты. Судоходные реки — Преголя и Неман, они связаны между собой судоходным путём, проходящим по реке Дейме и реке Матросовке. Важнейшая речная судоходная компания — „Западное речное пароходство“.
Роль речного транспорта во внутрирегиональных грузовых перевозках незначительна, внутрирегиональные пассажирские водные перевозки отсутствуют.
В летние месяцы между Калининградом, Фромборком и Эльблонгом по глади Балтийского залива (который фактически является внутренним водоёмом) курсируют суда на подводных крыльях, эксплуатируемые польским пароходством. 

### Воздушный транспорт

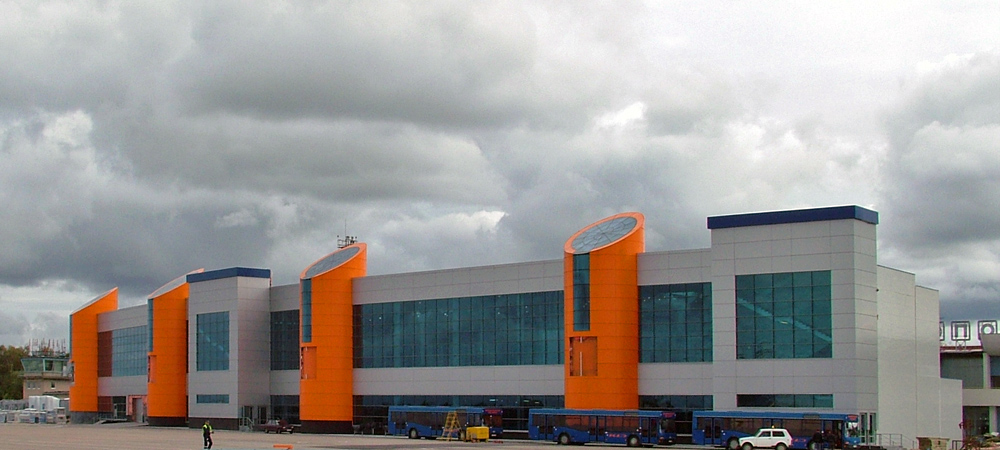
Аэропорт Храброво

В 24 км от Калининграда, рядом с посёлком Храброво, расположен аэропорт международного класса.

### Городской транспорт
В Калининграде есть трамвай (см. Калининградский трамвай) (самая старая система в России, действует с 1895 года, узкоколейный — 1000 мм) и троллейбус (см. Калининградский троллейбус). В других городах области городской транспорт представлен только автобусами, хотя до войны в Черняховске был троллейбус, а в Советске — трамвай.

## Власть
Государственную власть в Калининградской области осуществляют органы государственной власти Калининградской области, а также федеральные суды и федеральные органы исполнительной государственной власти. Органы государственной власти Калининградской области располагаются в Калининграде.
Органами государственной власти Калининградской области являются:
- Законодательное собрание Калининградской области — законодательный (представительный) орган государственной власти.
- Правительство Калининградской области — исполнительный орган государственной власти.
- Калининградский областной суд — судебный орган государственной власти.

## Экологическая обстановка
Есть проблемы в охране природы. Высоко загрязнение рек, недостаточно очистных сооружений. Пресная вода Куршского залива из-за распространения сине-зелёных водорослей стала непригодна в период их массового «цветения» для купания. Некоторые малые реки загрязнены минеральными удобрениями.
Область занимает 70-е место (из 85 субъектов РФ) в Экологическом рейтинге Российской Федерации в 2020 году.

### Атмосфера
Качество воздуха удовлетворительное, по данным контроля атмосферного воздуха населённых пунктов Калининградской области качество воздуха в 2016 году несколько ухудшилось.
Количество выбросов загрязняющих веществ от стационарных источников в атмосферный воздух в 2016 году составило 20 592,9 тонн (в 2015 году — 20 102,3 тонн) от 7133 источников выбросов, из которых 4819 являются организованными. Доля проб атмосферного воздуха с превышением предельно допустимой концентрации загрязняющих веществ в 2016 году возросла до 0,9 % (в 2015 году — 0,4 %, в 2014 году — 0,4 %, в 2013 году — 0,6 %), что равняется среднему показателю по Российской Федерации в 2015 году. Пробы с превышением ПДК более, чем в 5 раз, с 2011 года не зарегистрированы.
Доля проб воздуха, не соответствующих гигиеническим нормативам, в зоне жилой застройки городских поселений в 2016 году вновь выросла до 0,6 % (в 2015 году — 0,2 %, в 2014 году — 0,4 %, в 2013 году — 0,6 %). В 21 муниципальном образовании из 22 в 2015 году по исследуемым веществам не отмечалось превышений гигиенических нормативов. Превышения гигиенических нормативов обнаружены в зоне влияния промышленных предприятий города Калининграда.

### Гидросфера
После окончания Второй Мировой войны на оккупированной территории Германии было обнаружено 296 103 тонн химического оружия. На Потсдамской мирной конференции стран антигитлеровской коалиции в 1945 г. было принято решение об уничтожении этого химического оружия. В результате, в Балтийское море, его заливы и проливы было сброшено 267,5 тысяч тонн бомб, снарядов, мин и контейнеров, в которых содержалось 50—55 тысяч тонн боевых отравляющих веществ 14 видов, принадлежавших Вермахту. Захоронение боевых отравляющих веществ   в Балтике значительно ухудшает экологическое состояние среды. Начинкой сотни тысяч мин, снарядов, авиационных бомб, контейнеров и бочек являются 14 видов отравляющих веществ (ОВ), в том числе иприт, люизит, дифосген, фосген, адамсит, сверхтоксичный табун, зарин и другие.
Качество питьевой воды из водопроводной сети стабильное. Удельный вес неудовлетворительных проб питьевой воды по санитарно-химическим показателям в 2016 году незначительно уменьшился до 18,1 % (в 2014 году — 19,3 %, в
2015 году — 19,7 %). Из не соответствующих гигиеническим нормативам по санитарно-химическим показателям проб 97,7 % не соответствовали по органолептическим показателям (в 2014 году — 83,0 %, в 2015 году — 95,2 %), 86,7 % — по содержанию химических веществ, в основном железа. По микробиологическим показателям качество воды улучшается, удельный вес нестандартных проб составил в 2016 году 1,6 % (в 2015 году — 2,2 %, в 2014 году — 2,8 %). Возбудители инфекционных заболеваний не выявлены. Основной причиной несоответствия проб питьевой воды требованиям безопасности являются аварийные ситуации в водопроводных сетях, их несвоевременное устранение.
Показатели значительно хуже среднеобластных в Правдинском, Краснознаменском, Гурьевском, Багратионовском и
Ладушкинском городских округах, Нестеровском районе, по причине несовершенства систем водоподготовки. Полностью безопасна в эпидемиологическом отношении водопроводная вода в городах Советске, Калининграде и Пионерском.
Уровень концентрации нефтепродуктов в морской воде низкий. Относительно прочих сильнее загрязнены воды на северном побережье Самбийского полуострова близ уреза воды. Концентрация нефтепродуктов в 2016 году в абсолютном выражении значительно ниже, чем в 2015 году. На Кравцовском месторождении нефти, расположенном на морской стационарной платформе, концентрации растворённого кислорода, азота, фосфора, анионных поверхностно-активных веществ и нефтепродуктов находятся в пределах природных значений.
Создание входных морских молов в гавани Балтийска сместило южную границу зоны встречных потоков в Балтийский пролив Калининградского залива, между молами возникла абразионная котловина. Накопление осадков в районе молов асимметрично — они вымываются из входящего угла южного мола и отлагаются к северу от молов.

### Бытовые и промышленные отходы
По различным оценкам объёмы отходов, образующихся в области за год, составляют от 800 000 до 1 000 000 тонн. По сведениям статистического наблюдения (форма № 2-ТП) в 2014 году образовалось 764 989 тонн, в 2015 году — 824 037 тонн, в 2016 году — 660 335 тонн отходов. На конец 2016 года накопленный объём отходов в Калининградской области 7 699 969 тонн.
Согласно Региональному кадастру отходов производства и потребления Калининградской области, в Калининградской области за 2015 год образовалось 1 032 369 тонн отходов, а за 2016 год — 819 282 тонн отходов.
Образующиеся в регионе отходы главным образом относится к IV (80 751,84 тонн в 2016 году) и V (669 649,55 тонн в 2016 году) классам опасности. Основная часть отходов, около 80 %, направляется для хранения и захоронения на объекты размещения отходов, утилизируется около 17 % (в основном промышленные). 3 % отходов направляется на обезвреживание.
На 1 января 2017 года на территории Калининградской области находилось 8 объектов размещения отходов, из них 6 объектов хранения отходов и 2 полигона захоронения твёрдых коммунальных и промышленных отходов. Имеется 16 мест захоронения биологических отходов, из них 14 скотомогильников и 2 недействующих сибиреязвенных захоронения, законсервированных в железобетонных саркофагах.
Определено 26 объектов размещения отходов, подлежащих рекультивации. Из них 14 являются крупными, а 12 — небольшими свалками, которые достаточно ликвидировать.
Проблема системы обращения с отходами в Калининградской области — слабое развитие рынка по использованию отдельных фракций отходов. Не решён вопрос утилизации токсичных промышленных отходов. Действующие организации по обработке, утилизации и обезвреживанию отходов не располагают мощностями, достаточными для экологически безопасной системы обращения с отходами. 17 организаций работают с различными фракциями отходов: тарой (стеклянной, древесной, полиэтиленовой), металлическими фракциями, нефтесодержащими и полимерными.

### Почва
Доля проб почвы, не отвечающих требованиям гигиенических нормативов, в Калининградской области значительно ниже среднего по Российской Федерации. Число проб, не отвечающих нормативам по микробиологическим показателям уменьшилось с 2,2 % в 2015 году до 0,9 % в 2016 году. В селитебной зоне показатель остался на уровне 2015 года и составил 1,1 %, на территории же детских учреждений и детских площадок он увеличился и составил 1,3 %. Доля проб почвы, не соответствующих гигиеническим нормативам по паразитологическим показателям, составила в 2016 году 1 % (в 2014 году — 0,7 %, в 2015 году — 1,2 %), в селитебной зоне — 0,9 %.
По состоянию на 1 января 2017 года удельный вес кислых почв в области — 41,1 % сельскохозяйственных угодий, из которых 1,6 % — сильнокислые, 10 % — среднекислые и 29,5 % — слабокислые почвы. Кислые почвы, требующие химической мелиорации, занимают 296,4 тыс. га, из пахотных земель — 150 тыс.га. Работы по химической мелиорации почв охватили в 2016 году 3,4 тыс. га с дозой внесения 5,6 т/га. Всего было внесено 19,3 тыс. тонн известковых материалов. Требуется же ежегодно проводить известкование в объёме 20—30 тыс. га, со средней дозой внесения известкового материала 5,0 т/га.
Более половины сельскохозяйственных угодий (51,1 %) имеет содержание фосфора 100 мг на килограмм почвы и менее, приблизившись к естественному состоянию. Только 5,3 % пахотных земель области имеют очень высокую обеспеченность фосфором и не нуждаются во внесении удобрений. Площади почв с недостаточным содержанием калия составляют 23,1 %. В области отмечается низкий уровень применения органических удобрений. По состоянию на 1 января 2017 года 67 % почв земель сельскохозяйственного назначения имеет содержание гумуса ниже 3 %, и только 10,7 % содержит оптимальное количество гумуса. Большинство пахотных почв (63,4 %)
относится к категории среднеобеспеченных гумусом, 17,5 % имеют низкое содержание гумуса (менее 2,0 %). Для поддержания баланса гумуса необходимо ежегодно вносить по 11—12 тонн органических удобрений на гектар пашни. Фактически же в среднем вносится 1—1,6 тонн на 1 га пашни, или 1,3—2,3 т/га посевной площади.

### Охраняемые природные территории
На территории Калининградской области расположено 66 особо охраняемых природных территорий общей площадью 65 520,4 га. Из них 1 ООПТ федерального значения — национальный парк «Куршская коса» (6621 га). 65 ООПТ регионального значения (58 899,4 га), из них 52 памятника природы (1496,3 га), 1 природный парк «Виштынецкий» (22 935 га), 2 государственных природных заказника «Дюнный» (18 600 га) и «Громовский» (9900 га) и 10 государственных природных заказников геологического профиля для сохранения проявлений янтаря (5968,1 га).
В 2015 году Правительством Калининградской области была проведена инвентаризация памятников природы, в результате которой 11 из числившихся на тот момент 62 признаны утраченными. Памятники природы Калининградской области — это парки, редкие и интродуцированные деревья и кустарники или ценные водоёмы.
На территории Калининградской области расположены курорты федерального значения — «Светлогорск — Отрадное» и «Зеленоградск», ранее входившие в состав особо охраняемых природных территорий федерального значения. В силу внесённых Федеральным Законом № 406-ФЗ от 28.12.2013 года изменений лечебно-оздоровительные местности и
курорты были исключены из числа особо охраняемых природных территорий.
Площадь особо охраняемых природных территорий составляет 4,31 % от общей площади области.
Особо охраняемые природные территории Калининградской области регионального и местного значения.
| Название                                                                                  | Категория                          | Профиль                   | Площадь, га | Расположение                                                                                              | Доп.информация          |
| ----------------------------------------------------------------------------------------- | ---------------------------------- | ------------------------- | ----------- | --- | ----------------------- |
| Виштынецкий                                                                               | Природный парк                     | комплексный (ландшафтный) | 22 935      | Нестеровский район                                                                                        |                         |
| Громовский                                                                                | Государственный природный заказник | комплексный (ландшафтный) | 9900        | Славский городской округ                                                                                  |                         |
| Дюнный                                                                                    | Государственный природный заказник | комплексный (ландшафтный) | 18 600      | Славский городской округ                                                                                  |                         |
| Дунаевское                                                                                | Государственный природный заказник | геологический             | 340         | Зеленоградский городской округ                                                                            |                         |
| Майское                                                                                   | Государственный природный заказник | геологический             | 1118        | Зеленоградский городской округ                                                                            |                         |
| Могайкино                                                                                 | Государственный природный заказник | геологический             | 385         | Зеленоградский городской округ                                                                            |                         |
| Надеждинское-2                                                                            | Государственный природный заказник | геологический             | 2717        | Зеленоградский городской округ                                                                            |                         |
| Пионерское                                                                                | Государственный природный заказник | геологический             | 328         | Светлогорский район и Зеленоградский городской округ                                                      |                         |
| Романовское                                                                               | Государственный природный заказник | геологический             | 277         | Зеленоградский городской округ                                                                            |                         |
| Тихореченское                                                                             | Государственный природный заказник | геологический             | 303         | Зеленоградский городской округ                                                                            |                         |
| Филино                                                                                    | Государственный природный заказник | геологический             | 25          | Светлогорский район                                                                                       |                         |
| Шатровское                                                                                | Государственный природный заказник | геологический             | 422         | Зеленоградский городской округ                                                                            |                         |
| Покровское                                                                                | Государственный природный заказник | геологический             | 53          | Янтарный городской округ                                                                                  |                         |
| Виштынецкое озеро                                                                         | Памятник природы                   | гидрологический           | 1239        | Нестеровский район                                                                                        |                         |
| Река Красная (участок 4 км)                                                               | Памятник природы                   | гидрологический           | 84          | Нестеровский район, вблизи посёлка Краснолесье                                                            |                         |
| Аллея дуба черешчатого                                                                    | Памятник природы                   | дендрологический          | -           | Зеленоградский городской округ, Светлогорское лесничество (по дороге посёлок Отрадное — посёлок Лесное)   | группа деревьев         |
| Буковая роща с покровом из плюща вечнозелёного                                            | Памятник природы                   | дендрологический          | 16          | Ладушкинское участковое лесничество, кварталы 30-37                                                       |                         |
| Вистерия китайская (глициния)                                                             | Памятник природы                   | дендрологический          | -           | город Советск, ул. Космонавта Титова, д.18                                                                | лиана                   |
| Гинкго двулопастный                                                                       | Памятник природы                   | дендрологический          | -           | город Калининград, просп. Мира, д.89                                                                      | отдельно стоящее дерево |
| Гинкго двулопастный                                                                       | Памятник природы                   | дендрологический          | -           | город Калининград, ул. Марины Расковой, д.5                                                               | отдельно стоящее дерево |
| Гинкго двулопастный                                                                       | Памятник природы                   | дендрологический          | -           | город Калининград, ул. Кутузова, д.22                                                                     | отдельно стоящее дерево |
| Гинкго двулопастный                                                                       | Памятник природы                   | дендрологический          | -           | Славский городской округ, посёлок Большаково                                                              | отдельно стоящее дерево |
| Девичий виноград                                                                          | Памятник природы                   | дендрологический          | -           | город Светлогорск, ул. Гагарина, д.12                                                                     | лиана                   |
| Дендрарий зоопарка                                                                        | Памятник природы                   | дендрологический          | 7,0         | город Калининград, пр. Мира, д.26                                                                         |                         |
| Дуб черешчатый                                                                            | Памятник природы                   | дендрологический          | -           | город Ладушкин, ул. Победы, д.10                                                                          | отдельно стоящее дерево |
| Дуб черешчатый                                                                            | Памятник природы                   | дендрологический          | -           | Нестеровский район, 0,6 км северо-восточнее посёлка Бабушкино                                             | отдельно стоящее дерево |
| Ель колючая голубая колоновидная                                                          | Памятник природы                   | дендрологический          | -           | город Калининград, ул. Гоголя, д.3                                                                        | отдельно стоящее дерево |
| Жарновец метельчатый                                                                      | Памятник природы                   | дендрологический          | 0,4         | город Светлогорск, ул. Балтийская, д.17 (в городском парке)                                               | кустарник               |
| Кария войлочная                                                                           | Памятник природы                   | дендрологический          | 0,2         | Гурьевский городской округ, Калининградское лесничество, Матросовское участковое лесничество, квартал 108 | группа деревьев         |
| Катальпа прекрасная (сиренелистная)                                                       | Памятник природы                   | дендрологический          | -           | город Калининград, ул. Л.Толстого, д.3                                                                    | отдельно стоящее дерево |
| Катальпа сиренелистная                                                                    | Памятник природы                   | дендрологический          | -           | город Калининград, ул. Закавказская, д.19                                                                 | отдельно стоящее дерево |
| Кипарисовик горохоплодный                                                                 | Памятник природы                   | дендрологический          | -           | город Светлогорск, ул. Московская, д.11                                                                   | отдельно стоящее дерево |
| Лапина крылоплодная                                                                       | Памятник природы                   | дендрологический          | -           | Гурьевский городской округ, посёлок Низовье                                                               | отдельно стоящее дерево |
| Магнолия Кобус                                                                            | Памятник природы                   | дендрологический          | -           | город Светлогорск, ул. Балтийская, д.17                                                                   | отдельно стоящее дерево |
| Магнолия Суланжа                                                                          | Памятник природы                   | дендрологический          | -           | город Калининград, ул. Д.Донского, д.41-а                                                                 | отдельно стоящее дерево |
| Орех Зибольда                                                                             | Памятник природы                   | дендрологический          | -           | Полесский городской округ, посёлок Новая деревня, ул. Гвардейская, д.46                                   | отдельно стоящее дерево |
| Парк «Бальга», дендропарк «Бальга»                                                        | Памятник природы                   | дендрологический          | 59          | Багратионовский городской округ, около замка «Бальга»                                                     |                         |
| Парк «Добровольский»                                                                      | Памятник природы                   | дендрологический          | 7           | Краснознаменский городской округ, посёлок Добровольск \|\|                                                |                         |
| Парк «Железнодорожный»                                                                    | Памятник природы                   | дендрологический          | 5           | Правдинский городской округ, посёлок Железнодорожный \|\|                                                 |                         |
| Парк «Журавлёвка»                                                                         | Памятник природы                   | дендрологический          | 3,8         | Полесский городской округ, посёлок Журавлёвка                                                             |                         |
| Парк «Ильинское»                                                                          | Памятник природы                   | дендрологический          | 6           | Нестеровский район, посёлок Ильинское                                                                     |                         |
| Парк «Майское»                                                                            | Памятник природы                   | дендрологический          | 3,2         | Полесский городской округ, посёлок Майское                                                                |                         |
| Парк «Мичуринский»                                                                        | Памятник природы                   | дендрологический          | 3           | Нестеровский район, посёлок Мичуринское                                                                   |                         |
| Парк «Морозовка»                                                                          | Памятник природы                   | дендрологический          | 3,5         | Зеленоградский городской округ, посёлок Морозовка                                                         |                         |
| Парк Калининградского областного детско-юношеского центра экологии, краеведения и туризма | Памятник природы                   | дендрологический          | 3           | город Калининград, ул. Ботаническая, д.2                                                                  |                         |
| Парк «Парк культуры и отдыха»                                                             | Памятник природы                   | дендрологический          | 16          | город Советск                                                                                             |                         |
| Парк «Первомайский»                                                                       | Памятник природы                   | дендрологический          | 3,5         | Гурьевский городской округ, посёлок Первомайское                                                          |                         |
| Парк «Первомайское»                                                                       | Памятник природы                   | дендрологический          | 12          | Багратионовский городской округ, посёлок Первомайское \|\|                                                |                         |
| Парк «Приморский»                                                                         | Памятник природы                   | дендрологический          | 3           | город Приморск, военный городок № 3 БФ                                                                    |                         |
| Парк «Сосновка»                                                                           | Памятник природы                   | дендрологический          | 6,5         | Зеленоградский городской округ, посёлок Сосновка                                                          |                         |
| Парк у мемориала памяти русских воинов                                                    | Памятник природы                   | дендрологический          | 8,5         | город Советск, ул. Героев                                                                                 |                         |
| Парк «Янтарный»                                                                           | Памятник природы                   | дендрологический          | 10          | Янтарный городской округ                                                                                  |                         |
| Парк «Ясная поляна»                                                                       | Памятник природы                   | дендрологический          | 3           | Нестеровский район, посёлок Ясная Поляна                                                                  |                         |
| Плющ обыкновенный                                                                         | Памятник природы                   | дендрологический          | -           | город Калининград, ул. Минина и Пожарского, д.7а                                                          | лиана                   |
| Псевдотсуга, дугласова пихта                                                              | Памятник природы                   | дендрологический          | 1           | Гурьевский городской округ, Калининградское лесничество, Матросовское участковое лесничество, квартал 114 | группа деревьев         |
| Псевдотсуга тисолистная                                                                   | Памятник природы                   | дендрологический          | 1,3         | Зеленоградский городской округ, Светлогорское лесничество, кварталы 28, 36                                | группа деревьев         |
| Тис остроконечный                                                                         | Памятник природы                   | дендрологический          | -           | Славский городской округ, посёлок Тимирязево, ул. Специалистов, д.9                                       | отдельно стоящее дерево |
| Тис ягодный                                                                               | Памятник природы                   | дендрологический          | -           | город Калининград, ул. Чкалова, д.44                                                                      | отдельно стоящее дерево |
| Тис ягодный                                                                               | Памятник природы                   | дендрологический          | -           | город Светлогорск, ул. Нахимова, д.28                                                                     | отдельно стоящее дерево |
| Тис ягодный                                                                               | Памятник природы                   | дендрологический          | -           | город Светлогорск, ул. Приморская (в парке)                                                               | отдельно стоящее дерево |
| Тис ягодный                                                                               | Памятник природы                   | дендрологический          | -           | город Светлогорск, ул. Московская, д.11                                                                   | отдельно стоящее дерево |
| Тис ягодный                                                                               | Памятник природы                   | дендрологический          | -           | город Светлогорск, ул. Октябрьская, д.13                                                                  | отдельно стоящее дерево |
| Тсуга канадская, тополь белый                                                             | Памятник природы                   | дендрологический          | -           | Неманский городской округ, посёлок Волочаево                                                              | отдельно стоящее дерево |
| Тсуга канадская                                                                           | Памятник природы                   | дендрологический          | -           | Багратионовский городской округ, посёлок Невское                                                          | отдельно стоящее дерево |
| Туя гигантская                                                                            | Памятник природы                   | дендрологический          | 0,2         | Гурьевский городской округ, Калининградское лесничество, Матросовское участковое лесничество, квартал 125 | группа деревьев         |

## Религия

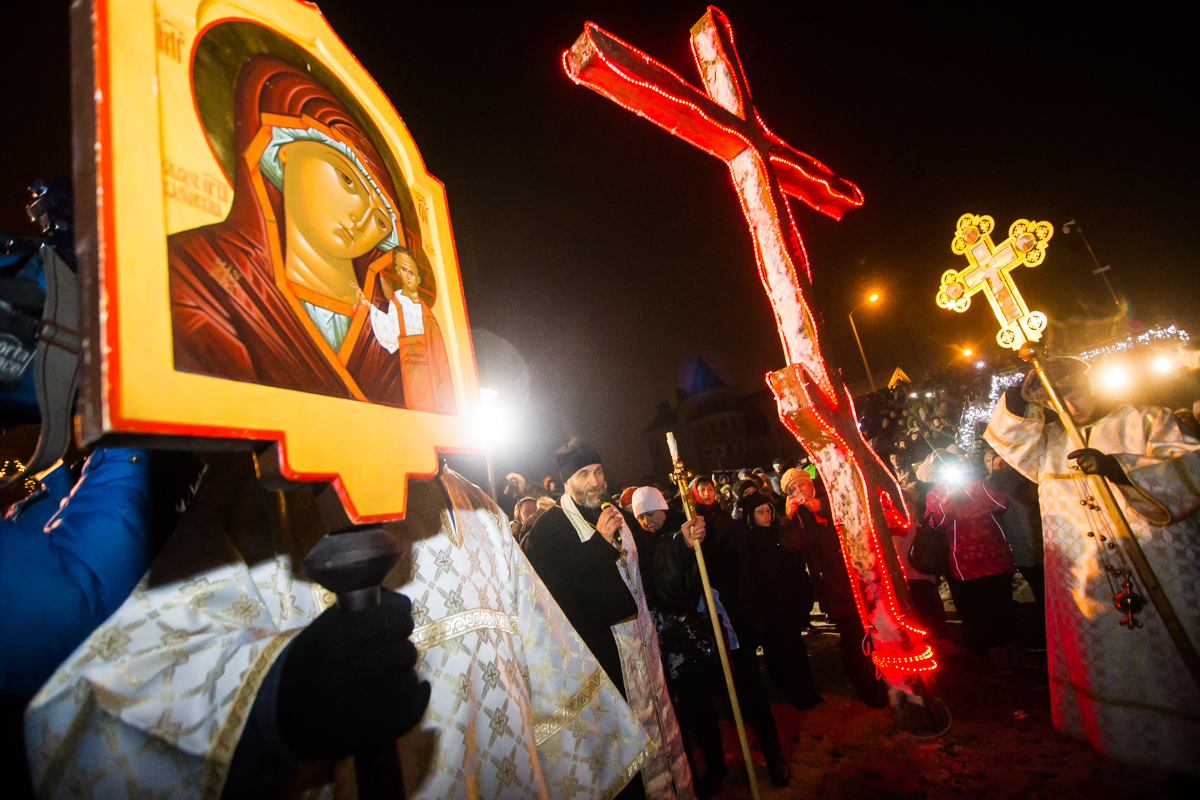
Крещенские купания в Балтийском море. г. Зеленоградск

На территории Калининградской области действует Калининградская митрополия Русской православной церкви. В области также действуют приходы католической церкви (25 приходов), протестантские общины (лютеран (46 приходов), баптистов и других); мормонов, свидетелей Иеговы. Имеются иудейские и мусульманские общины.

## Туризм

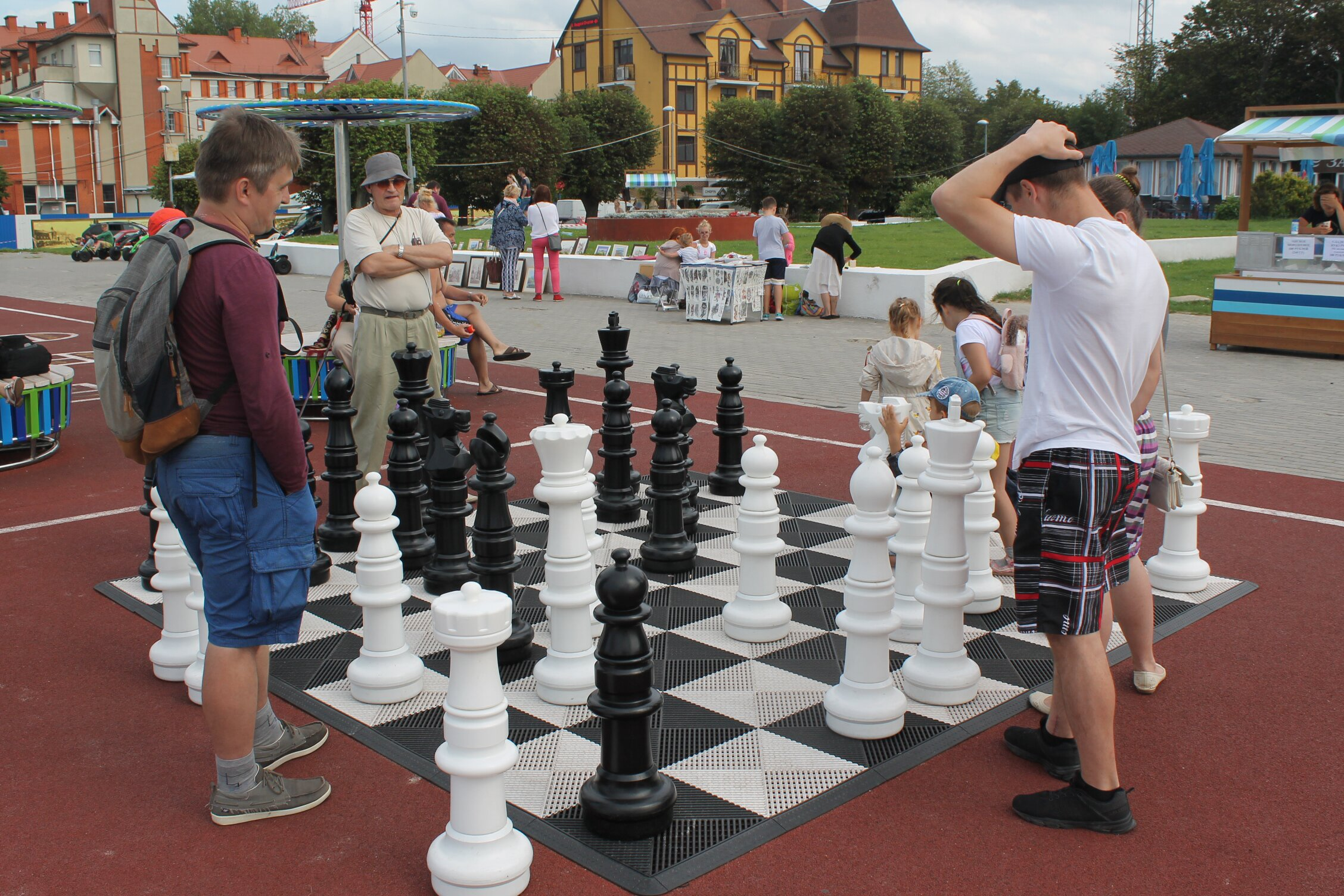
Отдыхающие играют в шахматы, Зеленоградск, 2017 год

Общий штамп имиджевой графики Калининградской области в 2009—2012 годах

На территории Калининградской области выделяют существующие и потенциальные (имеющие государственную поддержку) внутрирегиональные туристские кластеры:
- развивающиеся, стабилизирующие общее социально-экономическое развитие региона (Калининградский и Светлогорский).
- зарождающиеся, стратегические (Янтарный, Куршская коса, Черняховский), имеющие высокие темпы развития (инженерной инфраструктуры, предприятий сферы сервиса и туризма, объектов экскурсионного показа, информационных туристических центров).
- прекластеры (Пионерский и Балтийский), которые характеризуются высоким уровнем компетенции.

### Галерея (2009 год)
Туристические плакаты Министерства экономики Калининградской области с сегментированием общего штампа „Кругом впечатления“ туристического бренда Калининградской области:

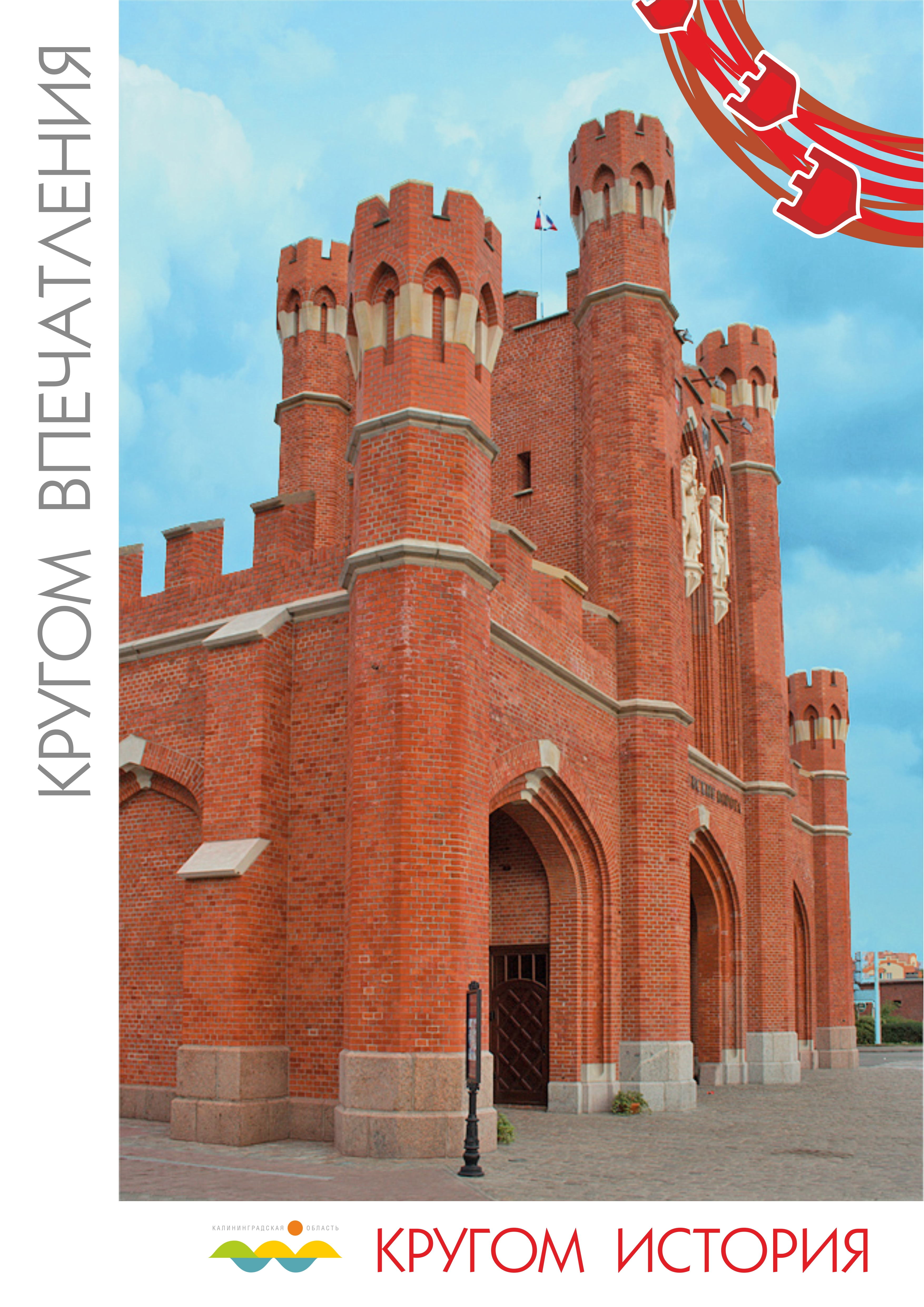
«Кругом история» (Королевские ворота)
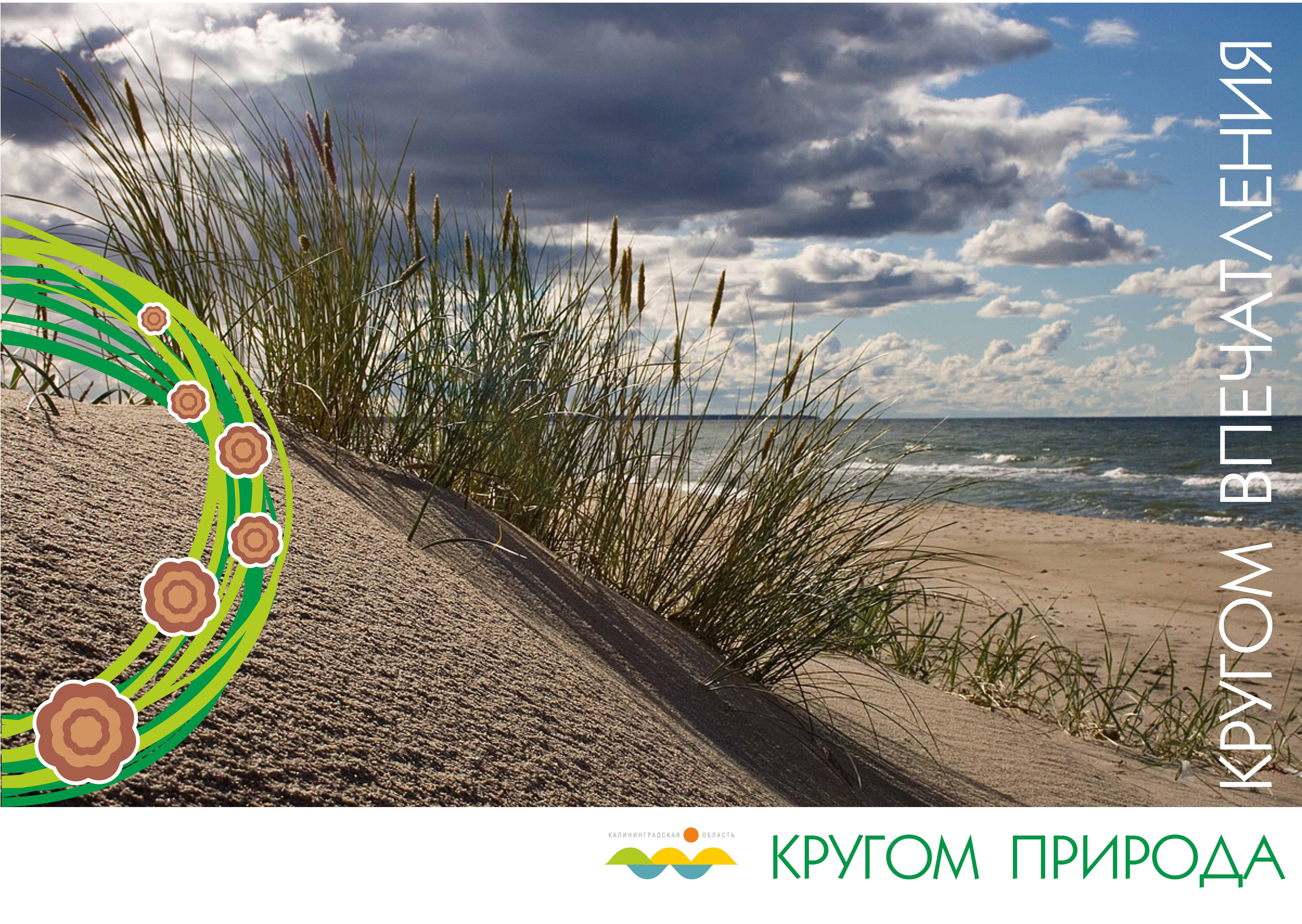
«Кругом природа» (Куршская коса)
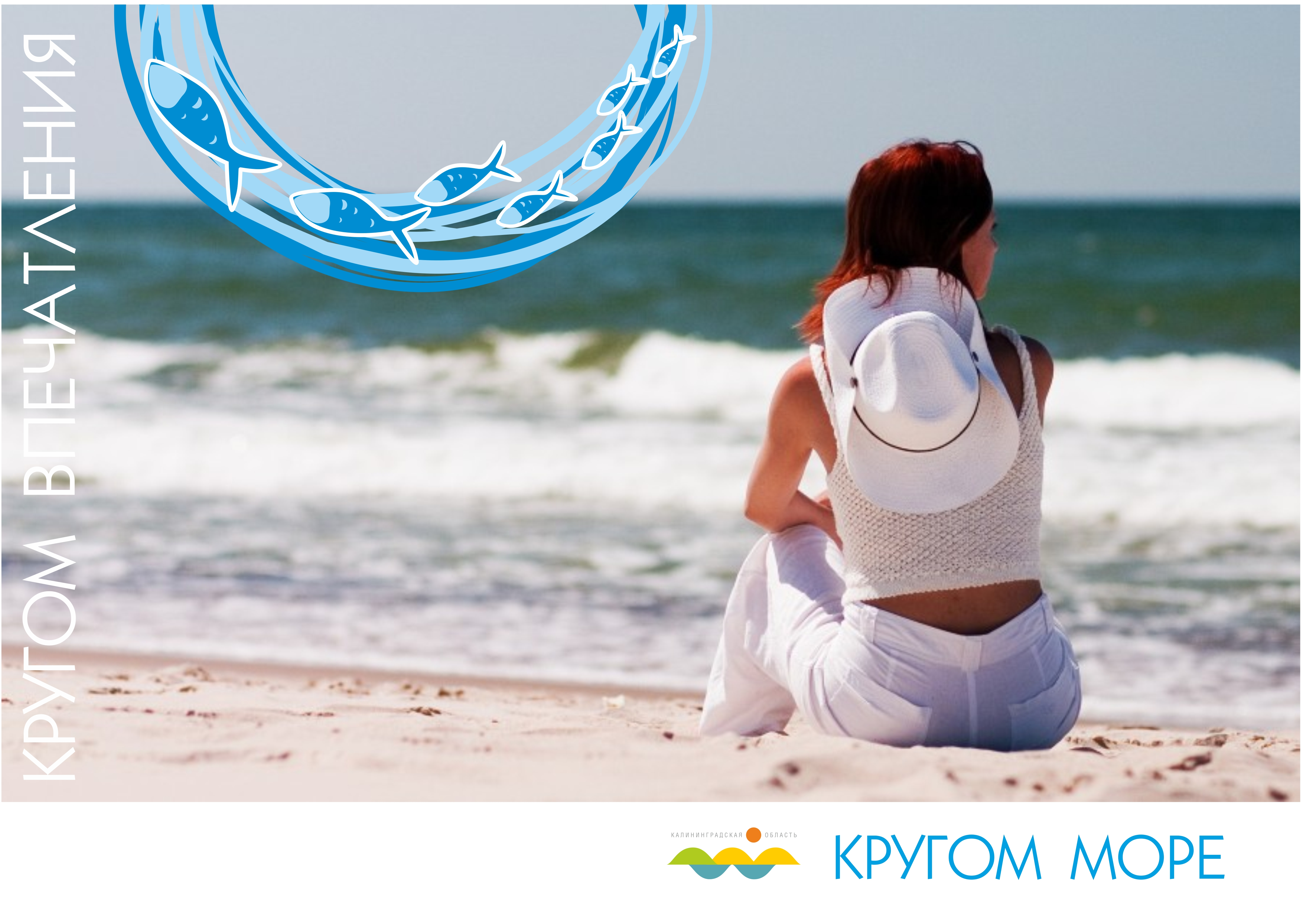
«Кругом море»
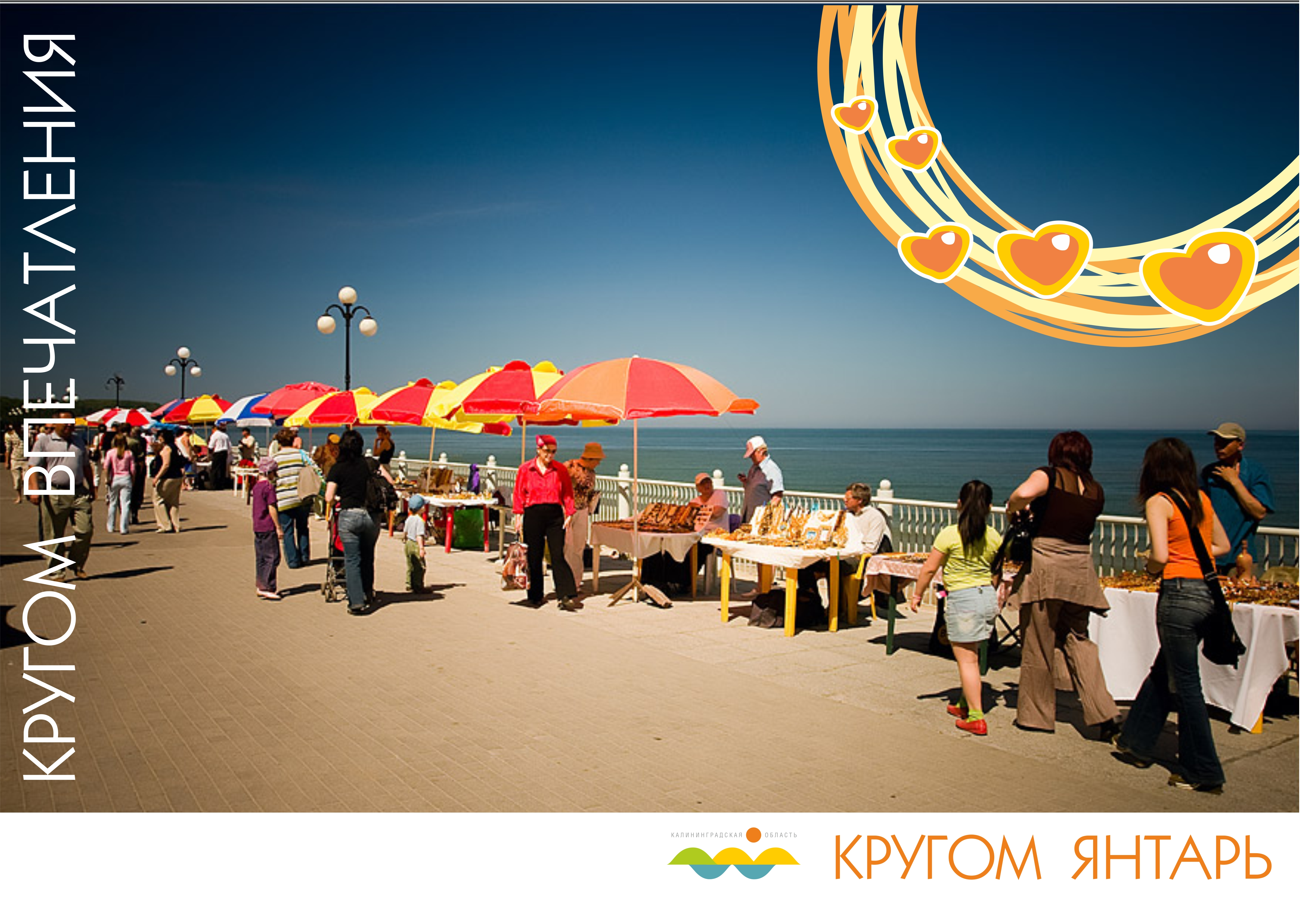
«Кругом янтарь»
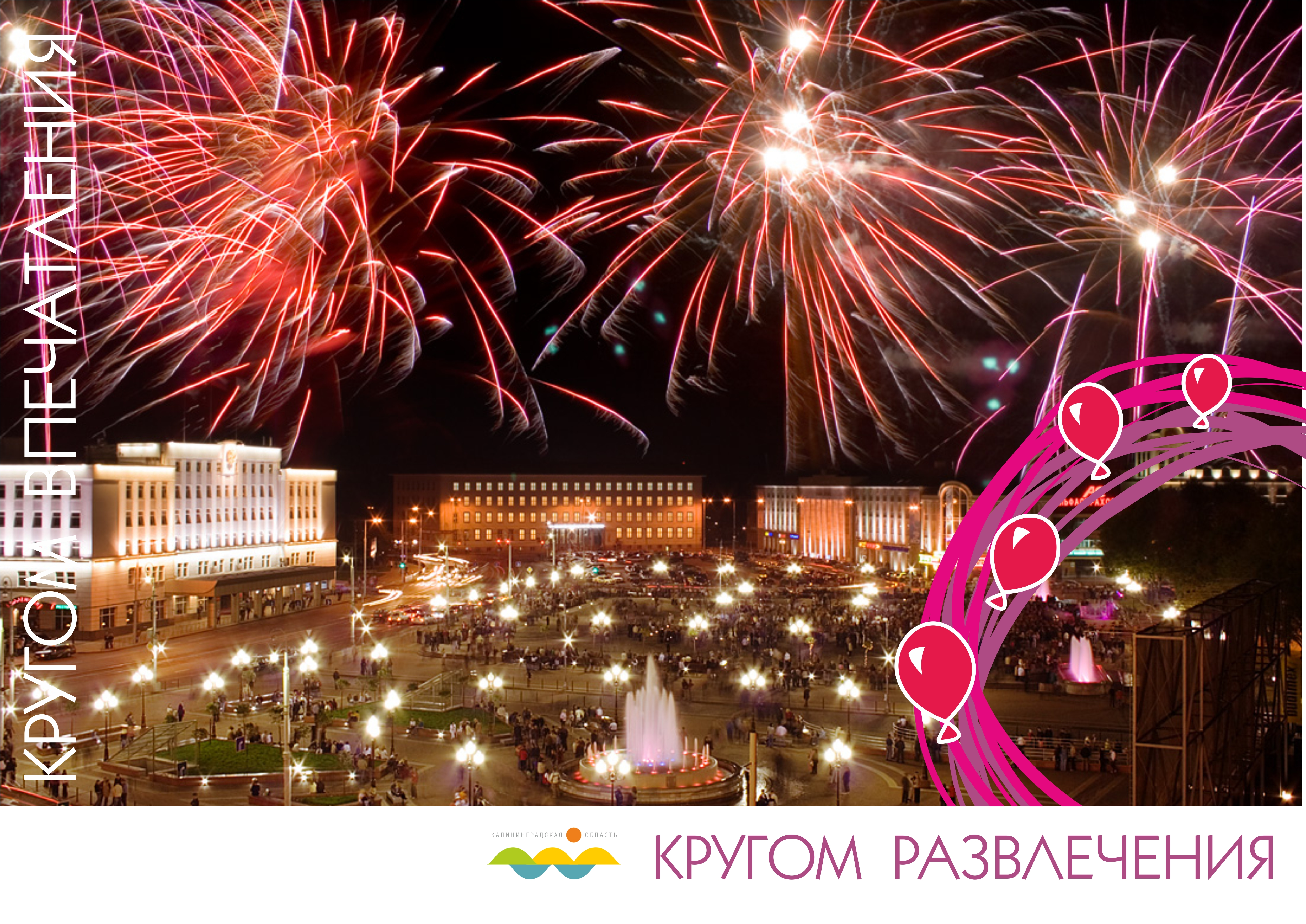
«Кругом развлечения»
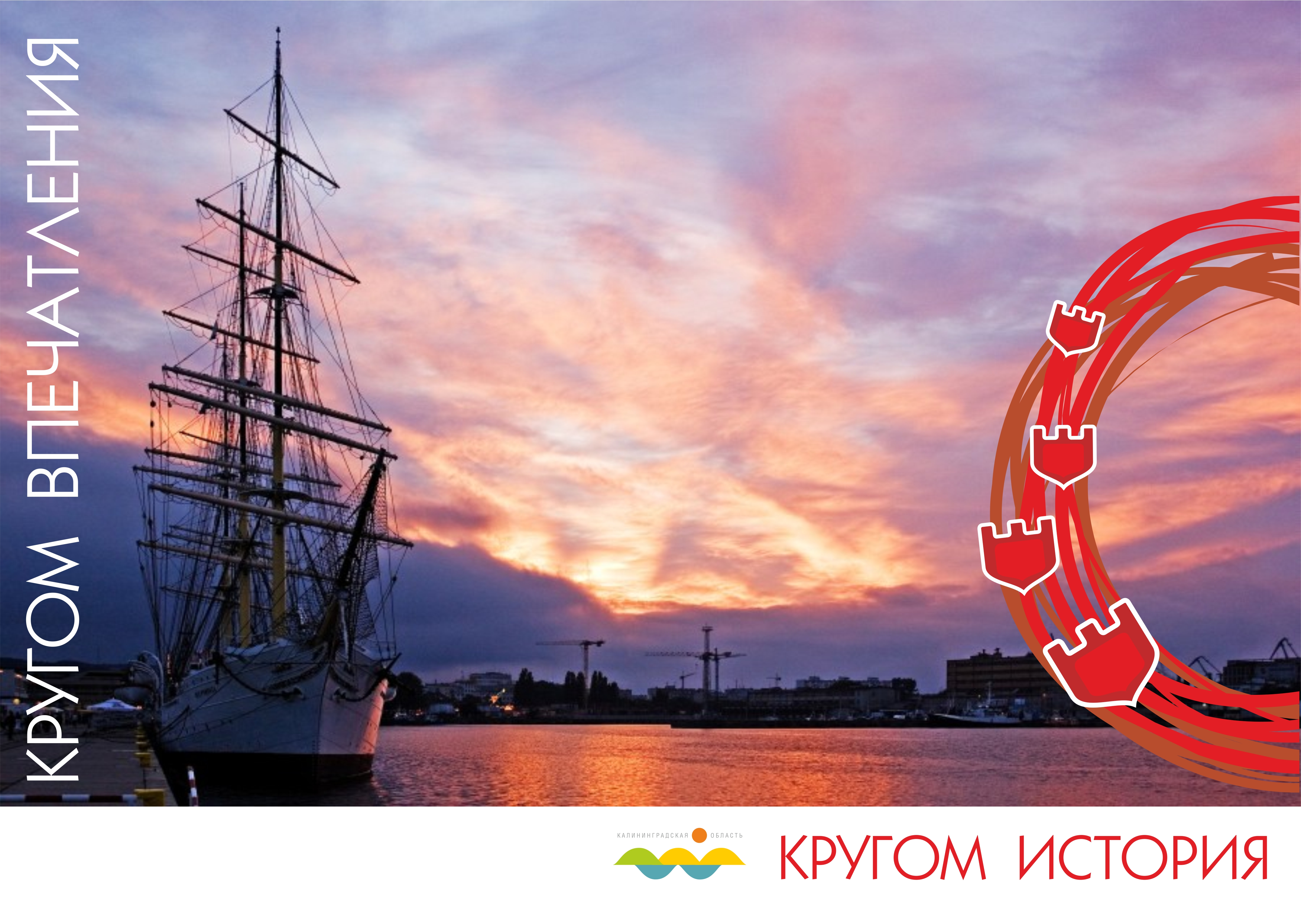
«Кругом история» (Барк «Крузенштерн»)
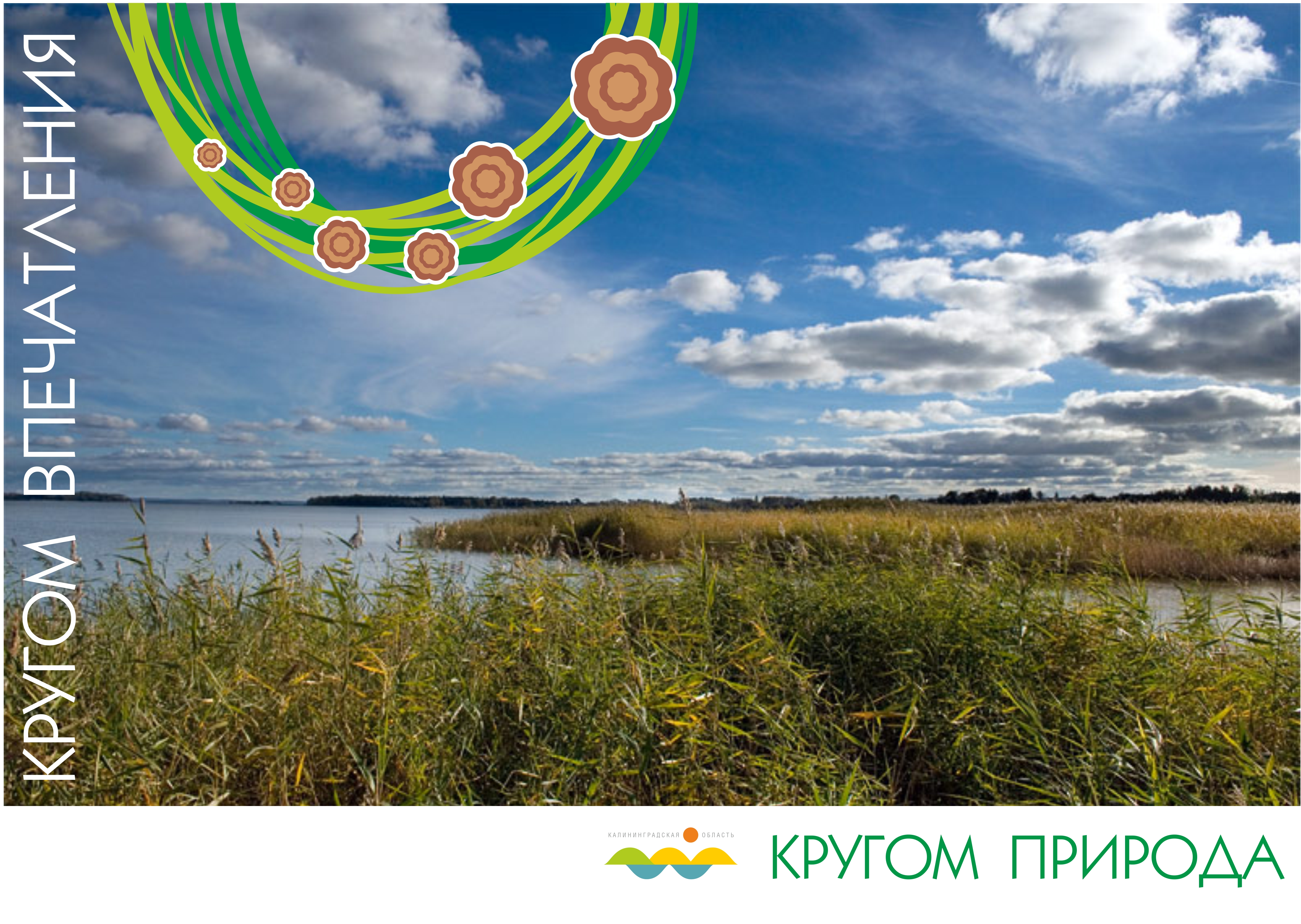
«Кругом природа»
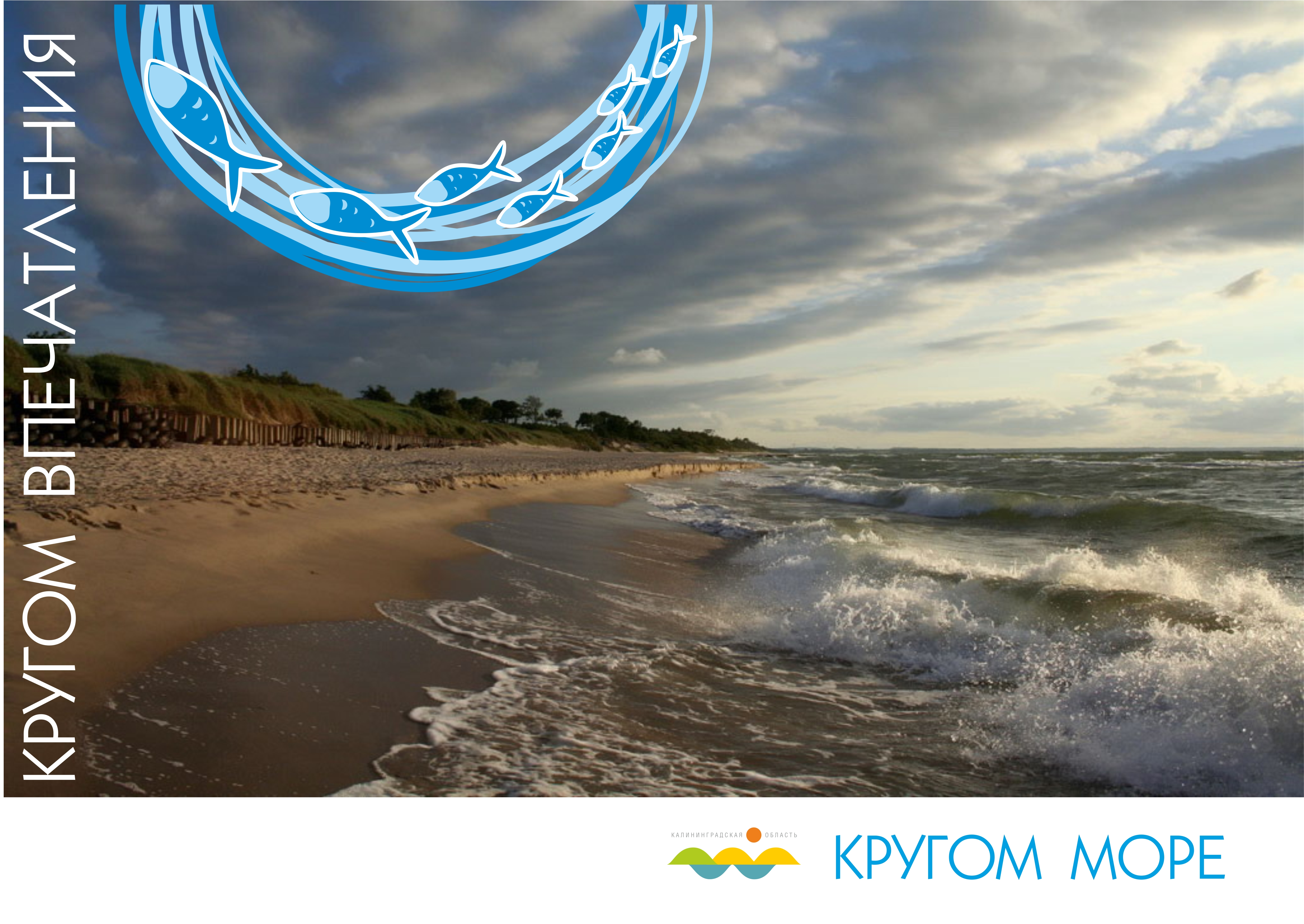
«Кругом море»
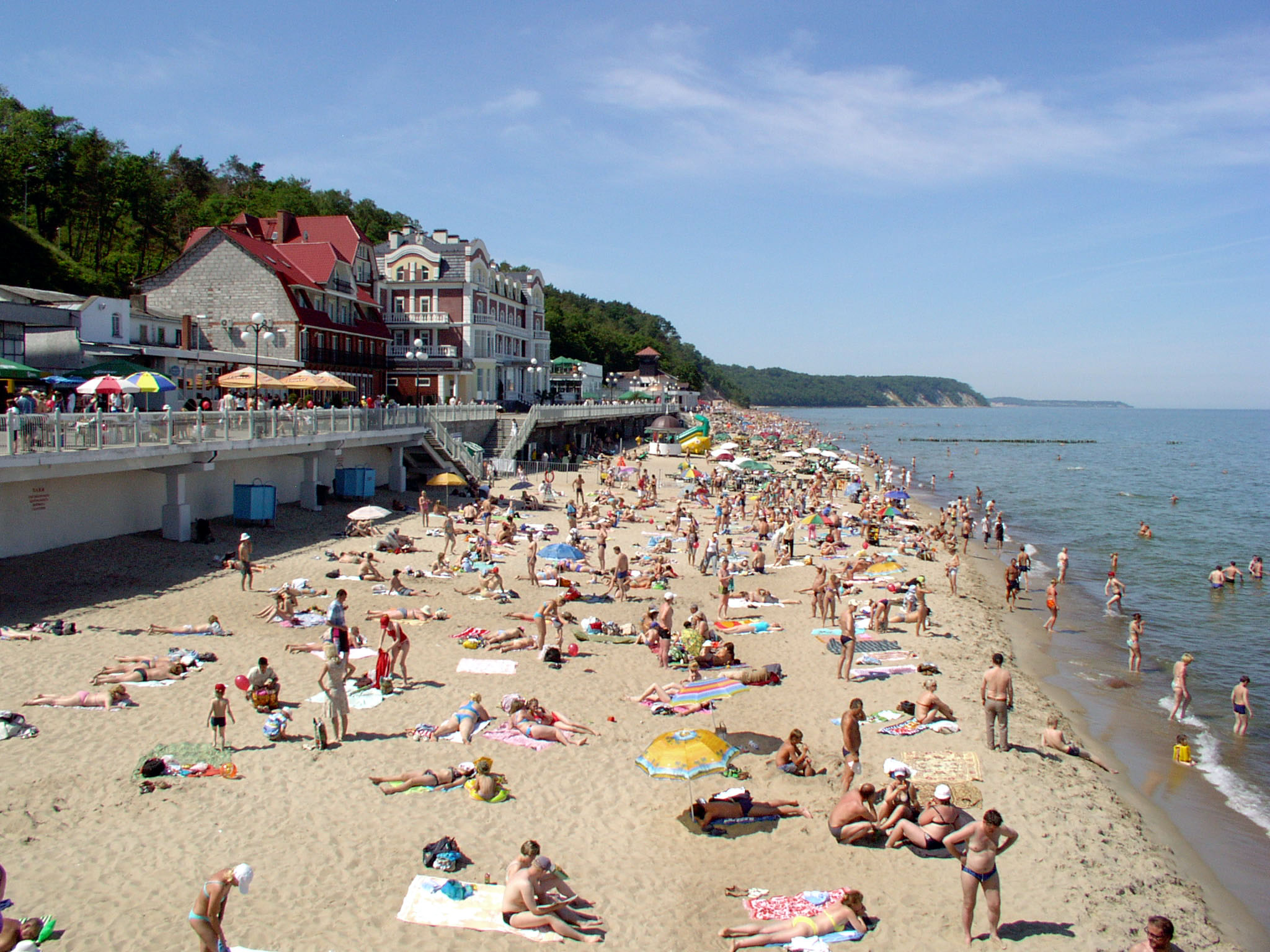
Пляж в Светлогорске

### Достопримечательности
- Кирхи Калининградской области
- Виштынецкое озеро
- Куршская коса
- Балтийская коса
- Мазурский канал
- священный дуб пруссов XII в. (г. Ладушкин)
- Музей Вальдавский замок (Низовье)

## Награды
- Орден Ленина (14 апреля 1966 года)[82].